# 2022年6—7月珠海市2019冠狀病毒病聚集性疫情
2022年6－7月珠海市2019冠狀病毒病聚集性疫情 ，初期是指2022年6月中旬起澳門爆發的嚴重特殊傳染性肺炎聚集性疫情期間，中華人民共和國廣東省珠海市的情況，目前是指在2022年7月11日在珠海市香洲區海莲幼儿园引發的本土聚集性疫情，也是珠海市於2022年發生的第二波本土疫情，感染病毒株為SARS-CoV-2 Omicron 變異株 BA.5.1进化分支，该进化分支的传播力比以往的奥密克戎病毒株传染性强、传播速度更快。感染來源暫不詳。澳門新型冠狀病毒感染應變協調中心表示，關於珠海2022年7月11日出現的疫情，暫時未有跡象顯示與澳門疫情有關，雙方會進一步作出研判，包括就病毒進行基因排序。

## 陽性個案呈報時序

### 澳門聚集性疫情引致的輸入個案
2022年6月20日，珠海疫情防控指揮部公佈，新增3例無症狀感染者，其中2名來自澳門，2人均在6月18日入境珠海，2名患者分別住在橫琴粵澳深度合作區中海名鑽社區及香洲區拱北僑光路東盛花園，其中 1人為澳門病例密切接觸者。主要活動軌跡除了居住的小區外，還包括拱北口岸、拱北國際旅行衛生保健中心、圍基市場、橫琴人才創意谷核酸採樣點、南屏鎮北山正街等。
2022年6月22日，珠海疫情防控指揮部公佈，新增 2宗澳門輸入感染個案，分別 1宗確診及 1宗無症狀。
2022年6月23日，珠海市卫健局通报，6月22日0-24时，珠海市新增2例澳门输入确诊病例（分别为6月20日通报的无症状感染者和6月22日通报的无症状感染者转确诊），新增2例澳门输入无症状感染者。
2022年6月24日，珠海市卫生健康局通報各新增澳门输入一例确诊病例和无症状感染者，患者曾到過拱北和夏灣。
2022年6月25日，珠海通報新增澳门输入确诊病例3例，其中1例为6月24日通报的无症状感染者转确诊，另外2例為确诊病例。
2022年6月26日，珠海市卫生健康局通报，珠海新增澳门输入确诊病例1例。
至2022年6月28日，自澳門新一輪聚集性疫情以來，累計11例從澳門輸入的陽性個案，包括6例確診病例和5例無症狀感染者。

### 海莲幼儿园引發的本土聚集性疫情
2022年7月12日，珠海市通報11日至12日12時共新增3例确诊病例。先於7月11日18时50分，在医疗机构发热门诊就诊患者中发现1例核酸检测初筛阳性个案，经组织专家会诊，诊断为确诊病例（轻型），在随后的密接排查中发现2例确诊病例。
2022年7月13日上午，珠海市通報7月12日12-24时，新增本土确诊病例例5例，系在隔离观察的密接人员排查中发现。
2022年7月13日0-12时，珠海新增13例本土确诊病例、14例无症状感染者，均为海莲幼儿园关联病例，在同一传播链上。新增27个病例均在已隔离管控的密接人群中发现，核酸检测阳性后第一时间通过负压救护车转运至中大五院进行集中救治。
2022年7月13日12-24时，珠海新增本土确诊病例13例（其中10例为已通报的无症状感染者转确诊），新增病例均在隔离观察的密接人员中排查发现，属同一传播链。
2022年7月14日0-12时，珠海新增29例本土无症状感染者，均在隔离管控中的密接人员排查中发现，属同一条传播链。
2022年7月14日0-24时，珠海新增本土诊病例9例（其中8例为已通报的无症状感染者转确诊，1例为发热门诊主动就诊发现）；无症状感染者29例（其中21例在7月14日下午已通报，8例在隔离管控的密接人员排查中发现）。
2022年7月15日0-12时，珠海市新增本土无症状感染者4例。
2022年7月15日12-24时，珠海新增11例本土确诊病例（其中10例为已通报的无症状感染者转确诊）、新增无症状感染者13例，均在集中隔离人员中发现。
2022年7月16日0-12時，珠海市新增6宗無症狀個案，以及13宗無症狀感染轉為確診病例。珠海市衛健委表示，新增的 6名無症狀感染者，分別居住在香洲區拱北街道及吉大街道，其中包括 2名5歲及6歲兒童，所有人均已送到醫院接受治療。經初步流調，相關病例近 4日主要活動軌跡涉及海蓮幼稚園、大家福生鮮超市及華潤萬家便利超市等。
2022年7月16日0-24时 ，珠海市新增本土确诊病例18例（为已通报的无症状感染者转确诊），新增无症状感染者5例（其中3例已通报）。
2022年7月17日0-12時，珠海新增2宗本土确诊病例（其中1例为已通报的无症状感染者转确诊）。
2022年7月17日0-24时，珠海新增本土新冠肺炎确诊病例2例（其中1例昨日下午已通报），新增无症状感染者2例；另有2例已通报的无症状感染者转确诊。
2022年7月18日0-24時，珠海新增本土無症狀感染者1例，另有1例已通報的無症狀感染者轉確診病例。
2022年7月19日0-24时，珠海新增本土确诊病例4例，新增本土无症状感染者2例。
2022年7月20日0-24时，珠海新增本土无症状感染者1例。

## 澳門輸入陽性個案患者詳情及行蹤

### 澳門輸入陽性患者詳情
| 編號     | 關聯群組 | 公佈日期      | 感染途經 | 痊癒日期 | 國籍/戶籍 | 病人資料及其行蹤 |
| -------- | -------- | ------------- | -------- | -------- | --------- | --- |
| #Z618-01 | G27      | 2022年6月20日 | 澳門     |          | 澳門      | 住橫琴粵澳深度合作區濠江路688號中海名鑽社區，6月18日晚從澳門入境珠海，入境後當晚核酸檢測陰性，6月19日被判定為澳門疫情陽性病例密切接觸者納入管控，經市疾控中心核酸採樣報告初篩陽性，立即通過負壓救護車閉環轉運至中大五院診治。經組織專家會診，診斷為無症狀感染者。 |
| #Z618-02 | G28      | 2022年6月20日 | 澳門     |          | 中国大陆  | 中國大陸籍居民，外地僱員，住珠海市香洲區拱北僑光路153號東盛花園，於義字街40號林記燒味工作。6月18日晚從澳門入境珠海，6月19日拱北海關保健中心初篩陽性，市疾控中心複采複檢陽性，立即通過負壓救護車閉環轉運至中大五院診治。經組織專家會診，診斷為無症狀感染者。在6月20日應變協調中心記者會上，衛生局傳染病防控處處長梁亦好表示，義字街燒臘舖陽性的外僱是外地籍僱員，每日往返珠澳，在珠海接受核算檢測時發現，目前身處廣東省珠海市，情況良好。6月22日轉確診病例。 |
| #Z618-03 |          | 2022年6月21日 | 澳門     |          | 中国大陆  | 梁某胜，36岁，在澳门某酒店工作，住珠海市香洲区夏湾东升东街，6月18日从澳门入境珠海，6月19日核酸检测结果阴性，6月20日珠海市中西医结合医院核酸检测初筛阳性，市疾控中心复采复检阳性，立即通过负压救护车闭环转运至中大五院诊治。经组织专家会诊，诊断为确诊病例（轻型）。 據珠海傳媒集團之观海融媒消息，从相关部门了解到，违反疫情防控规定、多次外出，导致社区多处被管控的输入性病例梁某胜，已被刑事立案调查。                                                    |
| #Z618-04 | G27      | 2022年6月21日 | 澳門     |          | 澳門      | #Z618-01密接者，住横琴粤澳深度合作区濠江路688号中海名钻小区，6月18日晚从澳门入境珠海，6月19日被判定为澳门疫情阳性病例密切接触者纳入管控，6月17日、19日、20日核酸检测阴性，6月21日横琴医院核酸检测阳性，经市疾控中心复检阳性，立即通过负压救护车闭环转运至中大五院诊治。经组织专家会诊，诊断为无症状感染者。6月22日轉確診病例。 |
| #Z618-05 |          | 2022年6月22日 | 澳門     |          | 澳門      | #Z618-01的密切接触者，住横琴粤澳深度合作区濠江路688号中海名钻小区，6月18日晚从澳门入境珠海，6月19日被判定为密切接触者纳入管控，6月18-21日每日核酸检测阴性，6月22日核酸检测阳性，立即通过负压救护车闭环转运至中大五院诊治。经组织专家会诊，诊断为无症状感染者。 |
| #Z618-06 |          | 2022年6月22日 | 澳門     |          | 中国大陆  | 6月20日从澳门入境珠海，乘坐转运车至集中隔离场所集中隔离，6月21日晚23时初筛阳性，6月22日经市疾控中心复检阳性，立即通过负压救护车闭环转运至中大五院诊治。经组织专家会诊，诊断为无症状感染者。 |
| #Z618-07 |          | 2022年6月23日 | 澳門     |          | 中国大陆  | 为6月20日通报的 #Z618-02 的密切接触者，住珠海市香洲区侨光路153号东盛苑，6月18日早从澳门入境珠海，6月20日被判定为密切接触者纳入管控，6月19-21日每日核酸检测阴性，6月22日核酸检测初筛阳性，经市疾控中心复检阳性，立即通过负压救护车闭环转运至中大五院诊治。经组织专家会诊，诊断为确诊病例（轻型）。 |
| #Z618-08 |          | 2022年6月23日 | 澳門     |          | 中国大陆  | 6月20日晚23时入境珠海，乘坐转运车至集中隔离场所集中隔离，6月21日、22日核酸检测阴性，6月23日初筛阳性，经市疾控中心复采复检阳性，立即通过负压救护车闭环转运至中大五院诊治。经组织专家会诊，诊断为无症状感染者。 6月24日转确诊。 |
| #Z618-09 |          | 2022年6月24日 | 澳門     |          | 中国大陆  | 为6月23日通报的Z618-08的密切接触者，住珠海市香洲区粤华路152号新市花园，6月20日从澳门入境珠海，乘坐转运车至集中隔离场所集中隔离，6月23日19时核酸检测初筛阳性，6月24日经市疾控中心复采复检阳性，立即通过负压救护车闭环转运至中大五院诊治。经组织专家会诊，诊断为确诊病例（轻型）。 |
| #Z618-10 |          | 2022年6月24日 | 澳門     |          | 澳門      | 为6月20日通报的Z618-01的密切接触者，住横琴粤澳深度合作区濠江路688号中海名钻小区，6月19日被判定为密切接触者纳入管控，6月23日21时核酸检测初筛阳性，6月24日经市疾控中心复采复检阳性，立即通过负压救护车闭环转运至中大五院诊治。经组织专家会诊，诊断为确诊病例（轻型）。 |
| #Z618-11 |          | 2022年6月25日 | 澳門     |          | 中国大陆  | 为6月23日通报的Z618-08的密切接触者，6月20日从澳门入境珠海，乘坐转运车至集中隔离场所集中隔离，6月21日、22日、23日核酸检测阴性，6月24日初筛阳性，当晚经市疾控中心复采复检阳性，立即通过负压救护车闭环转运至中大五院诊治，经组织专家会诊，诊断为确诊病例（轻型）。 |

### 澳門輸入陽性患者在珠海市活動軌跡 (到訪地點及居住地點)
| 個案編號 | 區域               | 街道名稱           | 到訪地點 | 居住地點                        | 相關資料     |
| -------- | ------------------ | ------------------ | --- | ------------------------------- | ------------ |
| #Z618-01 | 橫琴粵澳深度合作區 | 橫琴粵澳深度合作區 | 人才創意谷核酸採樣點 | 中海名鑽社區                    | [ 3 ] [ 24 ] |
| #Z618-01 | 香洲區             | 南屏鎮             | 北山正街78號 | /                               | [ 3 ] [ 24 ] |
| #Z618-02 | 香洲區             | 拱北街道           | 國際旅行衛生保健中心、圍基市場、友誼路43號鮮一街、圍基路26棟14號鋪2元起百貨商行、拱北口岸 | 僑光路153號東盛花園             | [ 3 ] [ 24 ] |
| #Z618-03 | 香洲區             | 拱北街道           | 拱北口岸、千枝花新鲜篮子超市（香洲区友谊路70号）、坦洲老海鲜店（香洲区莲花路21号）、炮台山公园（香洲区夏湾路60号）、夏叶便民商行（香洲区拱北夏湾路60号）、苹果数码站（香洲区拱北地下商场C区1032铺）、蔚然锦和生活超市购物（香洲区东升东街12号）、夏湾小学附近凉亭（香洲区夏湾路1号）、小时候摄影铺（香洲区夏湾路106号202）、晨光文具（夏湾路3号夏湾新村北门旁）、理发店（香洲区夏湾东升西街2号）、李记石磨肠粉店（香洲区夏湾东升东街2号）、夏湾社区报备区（香洲区夏湾东街35号附近）、夏湾市场（香洲区夏湾路208号） | 珠海市香洲区夏湾东升东街        | [ 26 ]       |
| #Z618-04 | 橫琴粵澳深度合作區 | 橫琴粵澳深度合作區 | 横琴人才创意谷核酸采样点、乾元酒店（横琴粤澳深度合作区港澳大道1699号）、中海名钻小区 | 濠江路688号中海名钻小区         | [ 26 ]       |
| #Z618-04 | 香洲區             | 南屏鎮             | 香洲区南屏镇北山正街78号 | 濠江路688号中海名钻小区         | [ 26 ]       |
| #Z618-05 | 橫琴粵澳深度合作區 | 橫琴粵澳深度合作區 | 横琴人才创意谷核酸采样点 | 中海名钻小区                    | [ 5 ]        |
| #Z618-05 | 香洲區             | 南屏鎮             | 北山正街78號 | /                               | [ 5 ]        |
| #Z618-06 | 香洲區             | 拱北街道           | 拱北口岸 | 集中隔離期間發現                | [ 5 ]        |
| #Z618-07 | 香洲區             | 拱北街道           | 拱北口岸、拱北口岸市场（香洲区迎宾南路1003号）、夏湾购物市场（香洲区夏湾路208号）、帝澜思酒店旁大规模核酸点（香洲区桂花南路34号）、东盛苑小区（香洲区侨光路153号） | 侨光路153号东盛苑               | [ 6 ]        |
| #Z618-08 | 香洲區             | 拱北街道           | 拱北口岸 | 集中隔離期間發現                | [ 6 ]        |
| #Z618-09 | 香洲區             | 拱北街道           | 拱北口岸、金叶五洲皇冠酒店旁边核酸点（香洲区拱北迎宾南路1011号）、新市花园小区 | 珠海市香洲区粤华路152号新市花园 | [ 7 ]        |
| #Z618-10 | 橫琴粵澳深度合作區 | 橫琴粵澳深度合作區 | 濠江路688号中海名钻小区 | 濠江路688号中海名钻小区         | [ 7 ]        |
| #Z618-11 | 香洲區             | 拱北街道           | 拱北口岸 | 集中隔离期間發現                | [ 8 ]        |

## 珠海市本土疫情通報

### 各关联病例情况简表
| #    | 關聯群組                     | 性别            | 年齡 | 報告日期 | 其他資料 | 报告地 |
| ---- | ---------------------------- | --------------- | ---- | --- | --- | ------ |
| #1   | 吉大海蓮幼兒園群組           | 女              | 24   | 2022年7月11日晚上 | 幼儿园教师，住珠海市香洲区凤山街道东坑黎屋街105号，7月1日、4日、6日、8日核酸检测阴性。7月11日18时许，在医疗机构发热门诊就诊时初筛阳性，当晚经市疾控中心复采复检呈阳性。经专家组会诊，结合其流行病学史、临床表现及实验室检测结果，诊断为炎确诊病例（轻型）。                                          | 珠海市 |
| #2   | 吉大海蓮幼兒園群組           | 女              | 32   | 7月12日0-12時 | 幼儿园教师，住珠海市香洲区吉大街道海莲山庄15栋1单元。7月1日、4日、6日、8日核酸检测阴性。7月11日23时许，作为密接进行核酸检测初筛呈阳性，7月12日9时，市疾控中心报告复采复检呈阳性。经专家组会诊，结合其流行病学史、临床表现及实验室检测结果，诊断为确诊病例（轻型）。                                  | 珠海市 |
| #3   | 吉大海蓮幼兒園群組           | 女              | 40   | 7月12日0-12時 | 幼儿园保育员，住珠海市香洲区吉大街道吉莲新村15栋1单元。7月1日、4日、6日、8日核酸检测阴性。7月11日23时许，作为密接进行核酸检测初筛呈阳性，7月12日9时，市疾控中心报告复采复检呈阳性。经专家组会诊，结合其流行病学史、临床表现及实验室检测结果，诊断为确诊病例（轻型）。                                | 珠海市 |
| #4   | 吉大海蓮幼兒園群組           | 女              | 28   | 7月12日12-24時 | 幼儿园教师，住珠海市香洲区吉大街道海莲山庄8栋。7月6日、8日核酸检测阴性。7月11日作为密接转送至隔离酒店，7月12日核酸检测初筛呈阳性，市疾控中心报告复采复检呈阳性。经专家组会诊，结合其流行病学史、临床表现及实验室检测结果，诊断为确诊病例（轻型）。                                                   | 珠海市 |
| #5   | 吉大海蓮幼兒園群組           | 男              | 40   | 7月12日12-24時 | 个体户，住珠海市香洲区吉大街道吉莲新村23栋。7月5日核酸检测阴性。7月12日作为密接转送至隔离酒店，核酸检测初筛呈阳性，市疾控中心报告复采复检呈阳性。经专家组会诊，结合其流行病学史、临床表现及实验室检测结果，诊断为确诊病例（轻型）。                                                                  | 珠海市 |
| #6   | 吉大海蓮幼兒園群組           | 男              | 9    | 7月12日12-24時 | 住珠海市香洲区吉莲新村23栋2单元。6月29日核酸检测阴性，7月12日作为密接转送至隔离酒店，核酸检测初筛呈阳性，中大五院复采复检阳性。经专家组会诊，结合其流行病学史、临床表现及实验室检测结果，诊断为确诊病例（轻型）                                                                                      | 珠海市 |
| #7   | 吉大海蓮幼兒園群組           | 男              | 6    | 7月12日12-24時 | 住珠海市香洲区吉莲新村23栋2单元，7月8日核酸检测阴性，7月12日作为密接转送至隔离酒店，核酸检测初筛呈阳性，中大五院复采复检阳性。经专家组会诊，结合其流行病学史、临床表现及实验室检测结果，诊断为确诊病例（轻型）。                                                                                     | 珠海市 |
| #8   | 吉大海蓮幼兒園群組           | 女              | 5    | 7月12日12-24時 | 住珠海市香洲区香溪庄27栋1单元，7月1日、5日、8日核酸检测阴性，7月12日作为密接转送至隔离酒店，核酸检测初筛呈阳性，中大五院复采复检阳性。经专家组会诊，结合其流行病学史、临床表现及实验室检测结果，诊断为确诊病例（轻型）。                                                                             | 珠海市 |
| #9   | 吉大海蓮幼兒園群組           | 男              | 6    | 7月13日0時-12時 | 住珠海市香洲区翠香街道青竹花园35栋 | 珠海市 |
| #10  | 吉大海蓮幼兒園群組           | 女              | 6    | 7月13日0時-12時 | 住珠海市香洲区香湾街道水拥坑新街52号 | 珠海市 |
| #11  | 吉大海蓮幼兒園群組           | 女              | 41   | 7月13日0時-12時 | 住珠海市香洲区情侣南路吉大街道弘发巷小区3栋 | 珠海市 |
| #12  | 吉大海蓮幼兒園群組           | 女              | 6    | 7月13日0時-12時 | 住珠海市香洲区吉大街道水松花园4号2栋 | 珠海市 |
| #13  | 吉大海蓮幼兒園群組           | 女              | 6    | 7月13日0時-12時 | 住珠海市香洲区情侣南路吉大街道弘发巷小区3栋 | 珠海市 |
| #14  | 吉大海蓮幼兒園群組           | 男              | 6    | 7月13日0時-12時 | 住珠海市香洲区吉大街道莲花山小区33栋 | 珠海市 |
| #15  | 吉大海蓮幼兒園群組           | 女              | 5    | 7月13日0時-12時 | 住珠海市香洲区吉大街道吉莲新村27栋 | 珠海市 |
| #16  | 吉大海蓮幼兒園群組           | 女              | 6    | 7月13日0時-12時 | 住珠海市香洲区拱北街道海安园20栋 | 珠海市 |
| #17  | 吉大海蓮幼兒園群組           | 女              | 6    | 7月13日0時-12時 | 住珠海市香洲区吉大街道白莲新村55栋 | 珠海市 |
| #18  | 吉大海蓮幼兒園群組           | 男              | 6    | 7月13日0時-12時 | 住珠海香洲区吉大街道白莲路26号五栋 | 珠海市 |
| #19  | 吉大海蓮幼兒園群組           | 女              | 17   | 7月13日0時-12時 | 公司职员，住珠海市香洲区吉大街道白莲路26号海莲山庄7栋。 | 珠海市 |
| #20  | 吉大海蓮幼兒園群組           | 女              | 21   | 7月13日0時-12時 | 幼儿园老师，住珠海市香洲区前山街道前信街208号嘉信苑2栋。 | 珠海市 |
| #21  | 吉大海蓮幼兒園群組           | 女              | 14   | 7月13日0時-12時 | 学生，住珠海市香洲区吉大街道龙洲湾花园1栋。 | 珠海市 |
| #22  | 吉大海蓮幼兒園群組           | 男              | 6    | 7月13日0時-12時 | 无症状感染者，住珠海市香洲区吉大街道吉莲新村C派公寓48栋。 | 珠海市 |
| #23  | 吉大海蓮幼兒園群組           | 男              | 6    | 7月13日0時-12時 | 无症状感染者，住珠海市香洲区吉大街道海事局8栋。 | 珠海市 |
| #24  | 吉大海蓮幼兒園群組           | 女              | 6    | 7月13日0時-12時 | 无症状感染者，住珠海市香洲区吉大街道白莲路26号海莲山庄7栋。 | 珠海市 |
| #25  | 吉大海蓮幼兒園群組           | 男              | 6    | 7月13日0時-12時 | 无症状感染者，住珠海市香洲区吉大街道景和街73号37栋。 | 珠海市 |
| #26  | 吉大海蓮幼兒園群組           | 女              | 10   | 7月13日0時-12時 | 无症状感染者，学生，住珠海市香洲区吉大街道吉莲新村C派公寓48栋。 | 珠海市 |
| #27  | 吉大海蓮幼兒園群組           | 男              | 36   | 7月13日0時-12時 | 无症状感染者，企业员工，住珠海市香洲区香湾街道水拥坑新街52号。 | 珠海市 |
| #28  | 吉大海蓮幼兒園群組           | 女              | 6    | 7月13日0時-12時 | 无症状感染者，住珠海市香洲区吉大街道景园路航天综合楼B座。 | 珠海市 |
| #29  | 吉大海蓮幼兒園群組           | 女              | 41   | 7月13日0時-12時 | 无症状感染者，职工，住珠海市香洲区吉大街道海莲山庄4栋3单元。 | 珠海市 |
| #30  | 吉大海蓮幼兒園群組           | 男              | 58   | 7月13日0時-12時 | 无症状感染者，退休，住广东省珠海市香洲区吉大街道海莲山庄3栋。 | 珠海市 |
| #31  | 吉大海蓮幼兒園群組           | 男              | 41   | 7月13日0時-12時 | 无症状感染者，个体户，住珠海市香洲区吉大街道园林路航天综合楼B幢。 | 珠海市 |
| #32  | 吉大海蓮幼兒園群組           | 男              | 6    | 7月13日0時-12時 | 无症状感染者，住珠海市香洲区吉大街道水湾路海怡大厦。 | 珠海市 |
| #33  | 吉大海蓮幼兒園群組           | 男              | 85   | 7月13日0時-12時 | 无症状感染者，住珠海市香洲区吉大街道吉莲新村21栋2单元。 | 珠海市 |
| #34  | 吉大海蓮幼兒園群組           | 女              | 8    | 7月13日0時-12時 | 无症状感染者，住珠海市香洲区吉大街道弘发巷小区3栋 | 珠海市 |
| #35  | 吉大海蓮幼兒園群組           | 女              | 6    | 7月13日0時-12時 | 无症状感染者，住珠海市香洲区吉大街道海莲山庄15栋。 | 珠海市 |
| #36  | 吉大海蓮幼兒園群組           | 男              | 4    | 7月13日12-24时 | 住珠海市香洲区吉大街道景和街73号12栋。 | 珠海市 |
| #37  | 吉大海蓮幼兒園群組           | 女              | 10   | 7月13日12-24时 | 住珠海市香洲区吉大街道弘发巷小区4栋。 | 珠海市 |
| #38  | 吉大海蓮幼兒園群組           | 男              | 6    | 7月13日12-24时 | 住珠海市香洲区吉大街道莲花山小区18栋。 | 珠海市 |
| #39  | 吉大海蓮幼兒園群組           | 男              | 52   | 7月14日0-12时 (所有患者被列為無症狀感染者) | 住珠海市香洲区前山街道田德花园11栋。 | 珠海市 |
| #40  | 吉大海蓮幼兒園群組           | 女              | 10   | 7月14日0-12时 (所有患者被列為無症狀感染者) | 住珠海市香洲区吉大街道海莲山庄7栋。 | 珠海市 |
| #41  | 吉大海蓮幼兒園群組           | 女              | 34   | 7月14日0-12时 (所有患者被列為無症狀感染者) | 住珠海市香洲区吉大街道海莲山庄7栋。 | 珠海市 |
| #42  | 吉大海蓮幼兒園群組           | 女              | 1    | 7月14日0-12时 (所有患者被列為無症狀感染者) | 住珠海市香洲区吉大街道海莲山庄7栋。 | 珠海市 |
| #43  | 吉大海蓮幼兒園群組           | 男              | 59   | 7月14日0-12时 (所有患者被列為無症狀感染者) | 住珠海市香洲区吉大街道海莲山庄3栋。 | 珠海市 |
| #44  | 吉大海蓮幼兒園群組           | 女              | 29   | 7月14日0-12时 (所有患者被列為無症狀感染者) | 住珠海市香洲区翠香街道吉柠路青竹花园南区35栋。 | 珠海市 |
| #45  | 吉大海蓮幼兒園群組           | 男              | 11   | 7月14日0-12时 (所有患者被列為無症狀感染者) | 住珠海市香洲区吉大街道园林路航天综合楼B座。 | 珠海市 |
| #46  | 吉大海蓮幼兒園群組           | 男              | 1    | 7月14日0-12时 (所有患者被列為無症狀感染者) | 住珠海市香洲区吉大街道白莲新村55栋。 | 珠海市 |
| #47  | 吉大海蓮幼兒園群組           | 女              | 29   | 7月14日0-12时 (所有患者被列為無症狀感染者) | 住珠海市香洲区吉大街道白莲新村55栋。 | 珠海市 |
| #48  | 吉大海蓮幼兒園群組           | 男              | 6    | 7月14日0-12时 (所有患者被列為無症狀感染者) | 住珠海市香洲区南屏镇华发新城18栋。 | 珠海市 |
| #49  | 吉大海蓮幼兒園群組           | 男              | 3    | 7月14日0-12时 (所有患者被列為無症狀感染者) | 住珠海市香洲区吉大街道吉莲新村C派公寓48栋。 | 珠海市 |
| #50  | 吉大海蓮幼兒園群組           | 女              | 43   | 7月14日0-12时 (所有患者被列為無症狀感染者) | 住珠海市香洲区吉大街道吉莲新村27栋。 | 珠海市 |
| #51  | 吉大海蓮幼兒園群組           | 女              | 39   | 7月14日0-12时 (所有患者被列為無症狀感染者) | 住珠海市香洲区拱北街道海安园20栋。 | 珠海市 |
| #52  | 吉大海蓮幼兒園群組           | 男              | 6    | 7月14日0-12时 (所有患者被列為無症狀感染者) | 住珠海市香洲区吉大街道海莲山庄7栋。 | 珠海市 |
| #53  | 吉大海蓮幼兒園群組           | 男              | 14   | 7月14日0-12时 (所有患者被列為無症狀感染者) | 住珠海市香洲区吉大街道吉莲新村27栋。 | 珠海市 |
| #54  | 吉大海蓮幼兒園群組           | 女              | 36   | 7月14日0-12时 (所有患者被列為無症狀感染者) | 住珠海市香洲区吉大街道莲花山小区33栋。 | 珠海市 |
| #55  | 吉大海蓮幼兒園群組           | 女              | 50   | 7月14日0-12时 (所有患者被列為無症狀感染者) | 住珠海市香洲区前山街道田德花园11栋。 | 珠海市 |
| #56  | 吉大海蓮幼兒園群組           | 男              | 5    | 7月14日0-12时 (所有患者被列為無症狀感染者) | 住珠海市香洲区吉大街道大姑乸村20栋 | 珠海市 |
| #57  | 吉大海蓮幼兒園群組           | 男              | 33   | 7月14日0-12时 (所有患者被列為無症狀感染者) | 住珠海市香洲区吉大街道大姑乸村20栋 | 珠海市 |
| #58  | 吉大海蓮幼兒園群組           | 女              | 32   | 7月14日0-12时 (所有患者被列為無症狀感染者) | 住珠海市香洲区吉大街道大姑乸村20栋 | 珠海市 |
| #59  | 吉大海蓮幼兒園群組           | 男              | 43   | 7月14日0-12时 (所有患者被列為無症狀感染者) | 住珠海市香洲区吉大街道水松花园2栋。 | 珠海市 |
| #60  | 吉大海蓮幼兒園群組           | 女              | 56   | 7月14日0-12时 (所有患者被列為無症狀感染者) | 住珠海市香洲区吉大街道景和街73号37栋。 | 珠海市 |
| #61  | 吉大海蓮幼兒園群組           | 女              | 9    | 7月14日0-12时 (所有患者被列為無症狀感染者) | 住珠海市香洲区吉大街道景和街73号37栋。 | 珠海市 |
| #62  | 吉大海蓮幼兒園群組           | 男              | 38   | 7月14日0-12时 (所有患者被列為無症狀感染者) | 住珠海市香洲区吉大街道吉莲新村C派公寓48栋。 | 珠海市 |
| #63  | 吉大海蓮幼兒園群組           | 男              | 52   | 7月14日0-12时 (所有患者被列為無症狀感染者) | 住珠海市香洲区吉大街道吉莲新村21栋。 | 珠海市 |
| #64  | 吉大海蓮幼兒園群組           | 男              | 37   | 7月14日0-12时 (所有患者被列為無症狀感染者) | 住珠海市香洲区吉大街道莲花山小区33栋。 | 珠海市 |
| #65  | 吉大海蓮幼兒園群組           | 男              | 3    | 7月14日0-12时 (所有患者被列為無症狀感染者) | 住珠海市香洲区吉大街道园林路航天综合楼B座。 | 珠海市 |
| #66  | 吉大海蓮幼兒園群組           | 女              | 41   | 7月14日0-12时 (所有患者被列為無症狀感染者) | 住珠海市香洲区吉大街道水湾路279号海怡大厦。 | 珠海市 |
| #67  | 吉大海蓮幼兒園群組           | 男              | 34   | 7月14日0-12时 (所有患者被列為無症狀感染者) | 住珠海市香洲区翠香街道青竹花园35栋。 | 珠海市 |
| #68  |                              | 女              | 7    | 7月14日12-24时 | 住珠海市香洲区前山街道酒珠大厦，诊断为确诊病例（轻型）。於发热门诊主动就诊发现。 | 珠海市 |
| #69  | 隔离管控的密接人员排查中发现 | 男              | 40   | 7月14日12-24时 | 住珠海市香洲区吉大街道吉大龙园8号 | 珠海市 |
| #70  | 隔离管控的密接人员排查中发现 | 男              | 35   | 7月14日12-24时 | 住珠海市香洲区前山街道酒珠大厦。 | 珠海市 |
| #71  | 隔离管控的密接人员排查中发现 | 女              | 32   | 7月14日12-24时 | 住珠海市香洲区前山街道酒珠大厦。 | 珠海市 |
| #72  | 隔离管控的密接人员排查中发现 | 男              | 46   | 7月14日12-24时 | 住珠海市斗门区白藤二路2号泰和苑10栋 | 珠海市 |
| #73  | 隔离管控的密接人员排查中发现 | 男              | 9    | 7月14日12-24时 | 住珠海市香洲区吉莲新村73栋 | 珠海市 |
| #74  | 隔离管控的密接人员排查中发现 | 男              | 53   | 7月14日12-24时 | 住珠海市香洲区吉大弘发巷小区4栋 | 珠海市 |
| #75  | 隔离管控的密接人员排查中发现 | 男              | 76   | 7月14日12-24时 | 住珠海市香洲区吉大景园路航天综合楼B座 | 珠海市 |
| #76  | 隔离管控的密接人员排查中发现 | 女              | 46   | 7月14日12-24时 | 住珠海市香洲区吉大景园路12号 | 珠海市 |
| #77  |                              | 7月15日0-12时   | 女   | 15 | 无症状感染者，住珠海市香洲区南屏镇广昌社区其昌街15号，在重点人员筛查中发现 | 珠海市 |
| #78  | 男                           | 7月15日0-12时   | 7    | 无症状感染者，住珠海市香洲区吉大街道吉莲新村71栋，在居家隔离筛查中发现                                                                             | | 珠海市 |
| #79  | 女                           | 7月15日0-12时   | 52   | 无症状感染者，住珠海市香洲区南屏镇广昌社区其昌街15号，在社区筛查中发现                                                                             | | 珠海市 |
| #80  | 男                           | 7月15日0-12时   | 36   | 无症状感染者，住珠海市香洲区吉大街道海莲山庄15栋，在集中隔离观察中发现                                                                             | | 珠海市 |
| #81  |                              | 7月15日12-24时  | 男   | 1 | 住珠海市香洲区南屏镇华发新城一期，在集中隔离人员中发现。7月15日核酸检测阳性，立即转运至中大五院隔离治疗，经专家组会诊，诊断为确诊病例（轻型） | 珠海市 |
| #82  | 女                           | 7月15日12-24时  | 58   | 住珠海市香洲区吉大街道海莲山庄，在集中隔离人员中发现。7月15日核酸检测阳性，立即转运至中大五院隔离治疗，经专家组会诊，诊断为无症状感染              | | 珠海市 |
| #83  | 女                           | 7月15日12-24时  | 27   | 住珠海市香洲区吉大街道莲花山小区，在集中隔离人员中发现。7月15日核酸检测阳性，立即转运至中大五院隔离治疗，经专家组会诊，诊断为无症状感染            | | 珠海市 |
| #84  | 男                           | 7月15日12-24时  | 7    | 住珠海市香洲区拱北街道粤华路高沙中街，在集中隔离人员中发现。7月15日核酸检测阳性，立即转运至中大五院隔离治疗，经专家组会诊，诊断为无症状感染。      | | 珠海市 |
| #85  | 男                           | 7月15日12-24时  | 9    | 住珠海市香洲区前山街道酒珠大厦，在集中隔离人员中发现。7月15日核酸检测阳性，立即转运至中大五院隔离治疗，经专家组会诊，诊断为无症状感染。            | | 珠海市 |
| #86  | 女                           | 7月15日12-24时  | 21   | 住珠海市香洲区前山街道酒珠大厦，在集中隔离人员中发现。7月15日核酸检测阳性，立即转运至中大五院隔离治疗，经专家组会诊，诊断为无症状感染。            | | 珠海市 |
| #87  | 女                           | 7月15日12-24时  | 16   | 住珠海市香洲区吉大街道海莲山庄，在集中隔离人员中发现。7月15日核酸检测阳性，立即转运至中大五院隔离治疗，经专家组会诊，诊断为无症状感染。            | | 珠海市 |
| #88  | 男                           | 7月15日12-24时  | 37   | 住珠海市香洲区南屏镇华发新城一期，在集中隔离人员中发现。7月15日核酸检测阳性，立即转运至中大五院隔离治疗，经专家组会诊，诊断为无症状感染。          | | 珠海市 |
| #89  | 男                           | 7月15日12-24时  | 40   | 住珠海市香洲区吉大街道情侣中路15号，在集中隔离人员中发现。7月15日核酸检测阳性，立即转运至中大五院隔离治疗，经专家组会诊，诊断为无症状感染。        | | 珠海市 |
| #90  | 男                           | 7月15日12-24时  | 3    | 住珠海市香洲区拱北街道海安园，在集中隔离人员中发现。7月15日核酸检测阳性，立即转运至中大五院隔离治疗，经专家组会诊，诊断为无症状感染                | | 珠海市 |
| #91  | 男                           | 7月15日12-24时  | 32   | 住珠海市香洲区吉大街道白莲新村，在集中隔离人员中发现。7月15日核酸检测阳性，立即转运至中大五院隔离治疗，经专家组会诊，诊断为无症状感染。            | | 珠海市 |
| #92  | 女                           | 7月15日12-24时  | 29   | 住珠海市香洲区吉大街道海莲山庄，在集中隔离人员中发现。7月15日核酸检测阳性，立即转运至中大五院隔离治疗，经专家组会诊，诊断为无症状感染。            | | 珠海市 |
| #93  | 女                           | 7月15日12-24时  | 38   | 住珠海市香洲区吉大街道吉莲C派公寓，在集中隔离人员中发现。7月15日核酸检测阳性，立即转运至中大五院隔离治疗，经专家组会诊，诊断为无症状感染。         | | 珠海市 |
| #94  | 女                           | 7月15日12-24时  | 8    | 住珠海市香洲区吉大街道吉莲C派公寓，在集中隔离人员中发现。7月15日核酸检测阳性，立即转运至中大五院隔离治疗，经专家组会诊，诊断为无症状感染。         | | 珠海市 |
| #95  |                              | 7月16日0-12时   | 女   | 6 | 住珠海市香洲区拱北街道高沙中街108号，在集中隔离人员中发现。7月15日核酸检测阳性，立即转运至中大五院隔离治疗，经专家组会诊，诊断为无症状感染。 | 珠海市 |
| #96  | 男                           | 7月16日0-12时   | 5    | ，住珠海市香洲区吉大街道吉祥山庄，在集中隔离人员中发现。7月15日核酸检测阳性，立即转运至中大五院隔离治疗，经专家组会诊，诊断为无症状感染。          | | 珠海市 |
| #97  | 女                           | 7月16日0-12时   | 42   | 住珠海市香洲区吉大街道龙园8号，在中风险区筛查发现。7月15日核酸检测阳性，立即转运至中大五院隔离治疗，经专家组会诊，诊断为无症状感染。               | | 珠海市 |
| #98  | 女                           | 7月16日0-12时   | 43   | 住珠海市香洲区吉大街道龙园8号，在中风险区筛查发现。7月15日核酸检测阳性，立即转运至中大五院隔离治疗，经专家组会诊，诊断为无症状感染。               | | 珠海市 |
| #99  | 女                           | 7月16日0-12时   | 10   | 住珠海市香洲区拱北街道粤华路高沙中街111号，在集中隔离人员中发现。7月15日核酸检测阳性，立即转运至中大五院隔离治疗，经专家组会诊，诊断为无症状感染。 | | 珠海市 |
| #100 | 女                           | 7月16日0-12时   | 12   | 住珠海市香洲区吉大街道水松花园，在集中隔离人员中发现。7月16日核酸检测阳性，立即转运至中大五院隔离治疗，经专家组会诊，诊断为无症状感染。            | | 珠海市 |
| #101 |                              | 7月16日12-24时  | 男   | 11 | 住珠海市香洲区吉大街道情侣中路15号，在集中隔离人员中发现。7月16日核酸检测阳性，立即转运至中大五院隔离治疗，经专家组会诊，诊断为无症状感染。 | 珠海市 |
| #102 | 6                            | 7月16日12-24时  | 男   | 住珠海市香洲区吉大街道白莲新村，在集中隔离人员中发现。7月16日核酸检测阳性，立即转运至中大五院隔离治疗，经专家组会诊，诊断为无症状感染。            | | 珠海市 |
| #103 | 7月17日0-12时                | 16              | 男   | 住珠海市香洲区吉大街道龙园8号，在集中隔离人员中发现。7月16日核酸检测阳性，立即转运至中大五院隔离治疗，经专家组会诊，诊断为确诊病例（轻型）。       | | 珠海市 |
| #104 |                              | 7月17日12-24時  | 女   | 27 | 住珠海市香洲区南屏镇华发新城一期，在集中隔离人员中发现。7月17日核酸检测阳性，立即转运至中大五院隔离治疗，经专家组会诊，诊断为确诊病例（轻型）。 | 珠海市 |
| #105 | 66                           | 7月17日12-24時  | 女   | 住珠海市香洲区吉大街道水松花园，在集中隔离人员中发现。7月17日核酸检测阳性，立即转运至中大五院隔离治疗，经专家组会诊，诊断为无症状感染者。          | | 珠海市 |
| #106 | 36                           | 7月17日12-24時  | 女   | 住珠海市香洲区吉大街道海莲山庄，在集中隔离人员中发现。7月17日核酸检测阳性，立即转运至中大五院隔离治疗，经专家组会诊，诊断为无症状感染者。          | | 珠海市 |
| #107 |                              | 7月18日0時-24時 | 男   | 29 | 風險崗位閉環管理工作人員，在例行病毒核酸檢測中發現。7月17日核酸檢測陽性，轉運至中大五院隔離治療，經專家組會診，診斷為無症狀感染。經初步流調，該病例近4日處於閉環管理狀態。已對該病例的密切接觸者和次密切接觸者進行了全面的排查，並按要求落實管控和健康監測措施，所涉及的場所進行管控並落實消毒措施。 | 珠海市 |
| #108 |                              | 7月19日0-24時   | 男   | 36 | 住珠海市香洲区吉大街道莲花山小区，在集中隔离人员中发现。7月19日核酸检测阳性，立即转运至中大五院隔离治疗，经专家组会诊，诊断为确诊病例（轻型）。 | 珠海市 |
| #109 | 35                           | 7月19日0-24時   | 男   | 住珠海市香洲区吉大街道景和街，在集中隔离人员中发现。7月19日核酸检测阳性，立即转运至中大五院隔离治疗，经专家组会诊，诊断为确诊病例（轻型）。        | | 珠海市 |
| #110 | 37                           | 7月19日0-24時   | 男   | 住珠海市香洲区拱北街道海安园，在集中隔离人员中发现。7月19日核酸检测阳性，立即转运至中大五院隔离治疗，经专家组会诊，诊断为确诊病例（轻型）。        | | 珠海市 |
| #111 | 40                           | 7月19日0-24時   | 男   | 住珠海市香洲区吉大街道吉莲新村，在集中隔离人员中发现。7月19日核酸检测阳性，立即转运至中大五院隔离治疗，经专家组会诊，诊断为确诊病例（轻型）。      | | 珠海市 |
| #112 | 36                           | 7月19日0-24時   | 男   | 为风险岗位闭环管理工作人员，在例行新冠病毒核酸检测中发现。7月18日核酸检测阳性，立即转运至中大五院隔离治疗，经专家组会诊，诊断为无症状感染。        | | 珠海市 |
| #113 | 4                            | 7月19日0-24時   | 男   | 住珠海市香洲区吉大街道莲花山小区，在集中隔离人员中发现。7月19日核酸检测阳性，立即转运至中大五院隔离治疗，经专家组会诊，诊断为无症状感染。          | | 珠海市 |
| #114 |                              | 7月20日0-24時   | 男   | 5 | 住珠海市香洲区南屏镇其昌街，在集中隔离人员中发现。7月20日核酸检测阳性，立即转运至中大五院隔离治疗，经专家组会诊，诊断为无症状感染者。 | 珠海市 |

### 统计图表
(计算确诊病例中，无症状感染者亦作计算)

## 反應與影響

### 地區風險

#### 封控區、管控區、防範區詳細公佈
| 相關個案編號               | 實行日期         | 解除日期                                                                                              | 區域名稱           | 街道名稱 | 封控區 | 管控區                                                                             | 防範區                                                                               | 備註及來源                  |
| -------------------------- | ---------------- | --- | ------------------ | -------- | --- | ---------------------------------------------------------------------------------- | ------------------------------------------------------------------------------------ | --------------------------- |
| #Z618-01 #Z618-04 #Z618-05 | 6月19日下午      | 6月26日晚上7時 (封控區降為管控區；管控區降為防範區)                                                   | 香洲區             | 南屏鎮   | 北山正街78號 (北山小日子甜品及山房隱味牛肉麵)                                                                      | 北山楊氏大宗祠、蓮塘、北山正街南三巷27號、北山正街南三巷21號四地合圍區域及北山大院 | 北山就村場區域（南灣北路以東、珠海大道以南、北山路以西、北山工業區以北）             | [ 28 ] [ 29 ]               |
| #Z618-01 #Z618-04 #Z618-05 | 6月19日晚上7時   | 6月26日晚上7時 (封控區降為管控區；管控區降為防範區) 6月29日晚上7時 (解除管控区和合作区全域防范区管理) | 橫琴粵澳深度合作區 | /        | 合作區濠江路688號中海名鑽小區11棟                                                                                  | 合作區濠江路688號中海名鑽小區                                                      | 合作區全域（除封控區、管控區外）                                                     | [ 30 ] [ 31 ] [ 32 ]        |
| #Z618-02 Z618-07           | 6月20日凌晨5時   | 6月27日凌晨5時 (封控區降為管控區；管控區降為防範區) 6月30日凌晨5時 (解除管控区、防范区管理)           | 香洲區             | 拱北街道 | 侨光路153号1单元                                                                                                   | 侨光路153号、侨光路155号、侨光路157号                                              | 侨光路以南、桂花南路以东、围基路以西、昌盛花园北墙以北                               | [ 33 ] [ 34 ] [ 35 ] [ 35 ] |
| #Z618-02 Z618-07           | 6月20日下午3時起 | 6月29日晚上7時                                                                                        | 香洲區             | 南屏鎮   | / | /                                                                                  | 康和花园、秀毓园、小美居、中新国际花园、金沙美地、北山路交珠海大道至山桥路湛群烧蚝城 | [ 36 ]                      |
| #Z618-03                   | 6月21日凌晨5時   | 6月28日凌晨5時 (封控區降為管控區；管控區降為防範區) 7月1日凌晨5時 (解除管控区、防范区管理)            | 香洲區             | 拱北街道 | 东升东街11号、12号、23号、24号                                                                                     | 夏湾二巷、东升东街围合区域                                                         | 夏湾一巷以西、夏湾路以北、港三路以东、炮台山以南围合区域                             | [ 37 ] [ 38 ] [ 39 ]        |
| 幼兒園疫情引發的病例       | 7月12日上午9時   | 預計7月19日                                                                                           | 香洲區             | 香灣街道 | 水拥社区水拥坑新街52号                                                                                             | 水拥社区水拥坑村                                                                   |                                                                                      | [ 40 ]                      |
| 幼兒園疫情引發的病例       | 7月12日上午9時   | 預計7月19日                                                                                           | 香洲區             | 翠香街道 | 福宁社区青竹花园35栋、康宁社区香溪庄27栋                                                                           | 康宁社区香溪庄                                                                     |                                                                                      | [ 40 ]                      |
| 幼兒園疫情引發的病例       | 7月12日中午12時  | 預計7月19日                                                                                           | 香洲區             | 吉大街道 | 吉大街道九洲社区弘发巷小区3栋、水湾社区水松花园2栋、莲花社区莲花山小区33栋、吉莲社区C派公寓48栋                    | 吉大街道九洲社区弘发巷小区、水湾社区水松花园、莲花社区莲花山小区                   | [ 41 ]                                                                               |                             |
| 幼兒園疫情引發的病例       | 7月12日中午12時  | 預計7月19日                                                                                           | 香洲區             | 拱北街道 | 粤华社区海安园小区20栋3单元                                                                                        | 粤华社区海安园小区                                                                 | [ 41 ]                                                                               |                             |
| 幼兒園疫情引發的病例       | 7月12日晚上6時   | 預計7月19日                                                                                           | 香洲區             | 吉大街道 | 洲仔社区海事局宿舍8栋及龙洲湾花园1栋3单元、海大社区景园路1号、白莲社区白莲路176号55栋、怡景社区景和街73号37栋2单元 | 洲仔社区海事局宿舍及龙洲湾花园、白莲社区白莲路176号、怡景社区景和街73号大姑乸村    | [ 42 ]                                                                               |                             |
| 幼兒園疫情引發的病例       | 7月12日晚上6時   | 預計7月19日                                                                                           | 香洲區             | 前山街道 | 逸仙社区嘉信苑2栋1单元                                                                                             | 逸仙社区嘉信苑小区                                                                 | [ 42 ]                                                                               |                             |

#### 封控區、管控區、防範相關措施
- 封控區：採取「足不出戶、錯峰取物」措施
- 管控區：全体人员24小时内进行1次核酸检测，原则前3天每天开展1次核酸检测，之后视情开展核酸检测。
- 防範區：實行「強化社會面管控，嚴格限制人員聚集」管理措施。

#### 划定为高、中风险区
2022年7月13日，香洲区疫情防控指挥部发布通告，将香洲区部分区域划定为高、中风险区。临时管控措施自2022年7月13日0时起实施，暂定3天。 低风险区內，实行临时管控措施：吉大街道全域以及凤山街道东坑社区健民路、金凤路、珠海汪之洋饮料公司、凤凰山围合区域。以上区域内除持有通行证的疫情防控、应急救援、医疗救治、物资保障等车辆及人员外，其他只进不出。网约车、公交车停运，九洲港停航。采取“个人防护，避免聚集”等防范措施。区域内人员如遇就医、紧急公务等特殊情况确需外出，须持24小时内核酸检测阴性证明，向社区提出申请。22时起，将吉大街道和前山街道部分社區划定为高风险区或中风险区。 7月15日6時30分起，香洲區疫情防控指揮部將南屏鎮部分區域划定为高风险区或中风险区。
2022年7月19日9時起，调整吉大街道部分区域临时管控措施，将凤山、翠香、香湾、拱北、前山街道部分区域调整为中低风险区。
2022年7月21日凌晨0時起，對吉大區域防控措施進行調整。
2022年7月22日，上午6時30分起，南屏鎮指定區域調整為中風險區及低風險區；上午9時起，鳳山、翠香、香灣、拱北、前山部分區域解除管控措施。
2022年7月24日0时起及12时起对吉大街道和南屏鎮一帶防控措施进行调整。同日21时、22时起，解除前山这些区域管控措施，调整后前山街道全域实施常态化防控措施。
2022年7月25日6时30分起，南屏镇全域实施常态化防控措施。
2022年7月26日日18时起，对以下区域防控措施进行调整，解除拱北街道和吉大街道多個小區的中风险区的管控措施或低风险区的防范措施。调整后香洲区已无高、中风险区，全域实施常态化防控措施。
| 市     | 区 / 鎮 | 街道     | 小区（及范围） | 调整日期                                                        |
| ------ | ------- | -------- | --- | --------------------------------------------------------------- |
| 珠海市 | 香洲區  | 吉大街道 | 海莲山庄小区，吉莲新村小区15栋、23栋，弘发巷小区3栋，水松花园2栋，莲花山小区33栋，C派公寓48栋，情侣中路15号8栋，龙洲湾花园1栋3单元，白莲路176号55栋，景和街73号大姑乸村37栋2单元，园林路航天综合楼、海怡大厦     | 低风险→高风险：7月13日                                          |
| 珠海市 | 香洲區  | 吉大街道 | 莲花社区莲花山小区18栋 | 低风险→高风险：7月13日                                          |
| 珠海市 | 香洲區  | 凤山街道 | 东坑社区黎屋街95号、97号、103号、105号、107号、113号、115号、117号 | 低风险→高风险：7月13日 高风险→中风险：7月19日                   |
| 珠海市 | 香洲區  | 翠香街道 | 香溪庄27栋，青竹花园35栋 | 低风险→高风险：7月13日 高风险→中风险：7月19日                   |
| 珠海市 | 香洲區  | 香湾街道 | 水拥坑新街52号 | 低风险→高风险：7月13日 高风险→中风险：7月19日                   |
| 珠海市 | 香洲區  | 拱北街道 | 海安园小区20栋3单元 | 低风险→高风险：7月13日 高风险→中风险：7月19日                   |
| 珠海市 | 香洲區  | 前山街道 | 嘉信苑2栋1单元 | 低风险→高风险：7月13日 高风险→中风险：7月19日                   |
| 珠海市 | 香洲區  | 前山街道 | 中山亭社区田德花园A区11栋 | 低风险→高风险：7月13日                                          |
| 珠海市 | 香洲區  | 南屏鎮   | 华发新城18栋 | 低风险→高风险：7月14日12时起 高風險→中風險：7月21日12時起       |
| 珠海市 | 香洲區  | 吉大街道 | 吉莲新村21栋、27栋，景和街73号20栋 | 低风险→高风险：7月14日12时起 高風險→中風險：7月21日12時起       |
| 珠海市 | 香洲區  | 吉大街道 | 九洲大道東1066號吉大龍園8號1棟 | 低风险→高风险：7月14日21时起                                    |
| 珠海市 | 香洲區  | 前山街道 | 明珠南路3092號酒珠大廈 | 低风险→高风险：7月14日21时起                                    |
| 珠海市 | 香洲區  | 南屏鎮   | （一）广昌社区其昌街13、15、17号 （二）屏西七路2号珠海新茂义齿科技有限公司 | 低风险→高风险：7月15日6时30分起 高風險→中風險：7月22日6時30分起 |
| 珠海市 | 香洲區  | 拱北街道 | 高沙中街108号、111号 | 低风险→高风险：7月16日18时00分起                                |
| 珠海市 | 香洲區  | 吉大街道 | 吉祥山庄1栋 | 低风险→高风险：7月16日18时00分起                                |
| 珠海市 | 香洲區  | 吉大街道 | 吉莲新村71栋、73栋，景园路12号 | 低风险→高风险：7月15日10时起 高風險：中風險：7月22日上午10時    |
| 珠海市 | 香洲區  | 吉大街道 | 吉柠路、吉莲路、九洲大道中、景山路、珠宾巷及石景山围合区域 | 低风险→中风险：7月13日                                          |
| 珠海市 | 香洲區  | 吉大街道 | 弘发巷小区，水松花园，莲花山小区，白莲路176号，情侣中路15号，龙洲湾花园，景和街73号大姑乸村 | 低风险→中风险：7月13日                                          |
| 珠海市 | 香洲區  | 翠香街道 | 香溪庄 | 低风险→中风险：7月13日 中风险→低风险：7月19日                   |
| 珠海市 | 香洲區  | 香湾街道 | 水拥坑村 | 低风险→中风险：7月13日 中风险→低风险：7月19日                   |
| 珠海市 | 香洲區  | 拱北街道 | 海安园小区 | 低风险→中风险：7月13日 中风险→低风险：7月19日                   |
| 珠海市 | 香洲區  | 前山街道 | 嘉信苑小区 | 低风险→中风险：7月13日 中风险→低风险：7月19日                   |
| 珠海市 | 香洲區  | 前山街道 | 中山亭社区田德花园A区 | 低风险→中风险：7月13日                                          |
| 珠海市 | 香洲區  | 南屏鎮   | 华发新城1期 | 低风险→中风险：7月14日12时起 中風險→低風險：7月21日12時起       |
| 珠海市 | 香洲區  | 吉大街道 | 九洲大道東1066號龍園8號 | 低风险→中风险：7月14日21时起 解除風險：7月21日21時起            |
| 珠海市 | 香洲區  | 前山街道 | 翠微、翠景社區範圍內東至翠微舊村場西邊沿線，南至翠微西路，西至明珠南路，北至新明街。區域內有安徽大廈、誠豐嘉座、國鼎大廈、恆隆明珠、明珠花園、海宏苑、誠豐水晶座等小區及辦公樓                                   | 低风险→中风险：7月14日21时起 解除風險：7月21日21時起            |
| 珠海市 | 香洲區  | 南屏鎮   | （一）其昌、广兴、官电等生产队； （二）屏西七路1号、3号、6号； （三）安民街、有髻山脚沿线、南围路、洪湾涌、珠海大道辅路等围合区域； （四）永安生产队、合胜生产队。                                               | 低风险→中风险：7月15日6时30分至7月22日6時30分                   |
| 珠海市 | 香洲區  | 吉大街道 | 洲仔社区九洲新村一巷东北侧围墙、九洲大道东、情侣南路南、龙园8号西北侧围墙围合区域 | 低风险→中风险：7月16日18时00分起                                |
| 珠海市 | 香洲區  | 拱北街道 | 关闸社区区域（包含裕富新村4、5、8、9、10、11栋；高沙中街100、101、102、103、104、105、106、107、109、110、112、113号；高沙东街1、2、3、5号；邮电街20、21、22、23、24、25、26号；关闸北街4、5、6、7、8、9、10号） | 低风险→中风险：7月16日18时00分起                                |

#### 交通管制措施
6月20日凌晨5時起，珠海市香洲区疫情防控指挥部研究决定对拱北片区采取临时交通管制措施（暂定3天）。
- 一、管制區域：自2022年6月20日凌晨5时起，对香洲区拱北街道全域及前山街道白石社区进行临时交通管制。
- 二、管制措施：
  - （一）除持有通行证的疫情防控、应急救援、医疗救治、物资保障等车辆及人员外，其他只进不出。网约车、公交车停运。
  - （二）所有居住在珠海的澳门外雇人员，返珠须提前12小时通过“健康珠海”微信小程序进行个人健康申报，由所在社区确认符合居家隔离条件后，方可返珠。入境后依据社区确认凭证，在口岸乘坐指定接驳车，做好个人防护直接返回居住地，即时落实“7天居家隔离+7天居家监测”。途中不得换乘公共交通，到家后半小时内向社区报备。如不符合居家隔离条件入境珠海的，一律落实7天集中隔离，费用自理。

6月20日上午8時，橫琴粵澳深度合作區疫情防控辦公室宣佈當天9時起全區實行臨時交通管制，措施暫定 3天，期間持通行證車輛及人員外，其他只進不出，公共交通停運，因就醫、緊急公務等特殊情況外出，須持 24小時核酸陰性證明。中小幼停課，取消堂食及密閉場所暫停開放，並須每天一輪全員核酸檢測。其後於6月22日晚上宣佈临时交通管制延期实施至6月25日24时。
6月22日上午5時起，前山街道莲塘社区部分区域采取临时交通管制措施（暂定3天），对香洲区前山街道莲塘社区内翠屏路、翠微西路、明珠南路、金鸡路、造贝路围合区域进行临时交通管制，區域內人員每日開展全員核酸檢測。管制区域内人员如遇就医、紧急公务等特殊情况确需外出，须持24小时内核酸检测阴性证明，并向社区提出申请。区域内医疗机构、农贸市场、商场超市等物资保障供应场所和快递（外卖）服务正常运营，同时在鞍莲路82号天大药业（天大馆）厂区内设置临时市场。区域内增设临时社区服务中心，位于金嘉创意谷党群服务中心。
6月22日，珠海公佈延長拱北片區的臨時交通管制至6月26日凌晨5時。拱北街道全域及前山街道白石社區繼續列為管制區域，持有通行證的車輛和人士方可進出，就醫等特殊情況須持 24小時內核檢陰性證明，向社區申請後外出。管制區域內公共交通停運，中小幼停課，暫停堂食及關閉密閉場所。
6月26日凌晨5時，拱北、前山临时交通管制解除。晚上7時起，橫琴粵澳深度合作區不再實施臨時交通管制措施。
7月12日上午5时起，珠海市香洲区疫情防控指挥部研究决定對吉大、凤山街道部分区域临时交通管制，期間只進不出。以下措施包括：
一、实施临时管控措施
（一）吉大街道海莲山庄小区，吉莲新村小区15栋、23栋和凤山街道东坑社区黎屋街95号、97号、103号、105号、107号、113号、115号、117号，实行“足不出户、服务上门”等临时管控措施。
（二）吉大街道吉柠路、吉莲路、九洲大道中、景山路、珠宾巷及石景山围合区域，实行“人不出区、错峰取物”等临时管控措施。
以上临时管控措施暂定7天。
二、划定临时交通管制区
（一）对吉大街道全域以及凤山街道东坑社区健民路、金凤路、珠海汪之洋饮料公司、凤凰山围合区域进行临时交通管制，暂定3天。
（二）除持有通行证的疫情防控、应急救援、医疗救治、物资保障等车辆及人员外，其他只进不出。网约车、公交车停运，九洲港停航。

### 日常生活
按橫琴粵澳深度合作區於6月19日晚上7時公佈防範區相關措施，區域內人員非必要不離開，確因工作、就學、就醫等需要離開的，須持48小時內核酸檢測陰性結果出行。區域內的批發市場（農貿市場、農產品批發市場除外）和卡拉OK、棋牌室、影劇院、網吧、歌廳、酒吧、台球廳、博物館、圖書館、健身場所、室內游泳館、洗浴中心、培訓機構等有關室內密閉場所暫停營業，所有培訓機構（含托管機構）暫停線下服務。拱北街道於6月21日凌晨5時更新防範區相關措施，要求非必要不离开，确因工作、就学、就医等需要离开的，须持24小时内核酸检测阴性结果出行。出行期间，严格做到“两点一线”，不参加聚集性活动。防范区全体人员24小时内开展1次核酸检测，根据现场实际需要制定后续的核酸筛查频次 。6月22日更新的管制措施包括：
- （一）除持有通行证的疫情防控、应急救援、医疗救治、物资保障和重点企业车辆及人员外，其他的只进不出。网约车、公交车停运。
- （二）管制区域内人员如遇紧急情况确需外出的，须持24小时内核酸检测阴性证明，向社区或所在行业主管部门提出申请。
- （三）管制区域内幼儿园、中小学停课，中小学实行线上教学。
- （四）管制区域内禁止人员集聚，餐饮场所暂停堂食，美容美发、按摩水疗、棋牌室、麻将馆、网吧、酒吧、KTV、剧院、电影院、健身房、体育馆、游泳馆、游戏厅、培训机构等密闭场所暂停开放。

6月20日，珠海市香洲區疫情防控指揮部發通告，6月20日起至6月22日中午12時期間，進入各類公共場所、社區、工廠、企業等，須持24小時內核酸檢測陰性證明或核酸採樣證明。
6月21日，珠海疫情防控指挥部发布通告，加强公共场所疫情防控。6月22日8时至6月27日8时（暂定），横琴粤澳深度合作区、香洲区、珠海高新区和鹤洲新区（筹）洪湾、保税、十字门片区范围内所有棋牌室、麻将馆、网吧、酒吧、歌舞娱乐场所（含KTV等）暂停营业；餐饮业和其他室内公共场所按照“限量、预约、错峰”的原则有序开放，接待人数不超过最大承载量50%。另外，全市室内公共场所责任主体要严格落实测温、扫场所码、查验行程卡等措施，不得接待健康码黄码、红码人员和14天内有中高风险地区（含澳门全域）旅居史人员，发现上述人员及时报告所在社区。所有人员进入室内公共场所须持48小时核酸阴性证明
。
橫琴粵澳深度合作區於6月26日公佈，由當天晚上7時起，實施如下“三區”劃分措施：
（一）將“濠江路688號中海名鑽小區11棟”由封控區調整為管控區。
（二）將“濠江路688號中海名鑽小區（該小區11棟除外）”由管控區調整為防範區。合作區全域（除管控區外）仍為防範區，實行“強化社會面管控，嚴格限制人員聚集”管理措施。防範區內人員非必要不離開，確因工作、就學、就醫等需要離開的，須持48小時內核酸檢測陰性證明。出行期間，嚴格做到“兩點一線”，不參加聚集性活動。
（三）防範區內批發市場（農貿市場、農產品批發市場除外）和卡拉OK、棋牌室、影劇院、網吧、歌廳、酒吧、台球廳、博物館、圖書館、健身場所、室內游泳館、洗浴中心、培訓機構等室內密閉場所暫停營業，所有培訓機構（含託管機構）暫停線下服務。餐飲業和其他室內公共場所按照“限量、預約、錯峰”的原則有序開放，接待人數不超過最大承載量50%。
（四）防範區內室內公共場所責任主體要嚴格落實測溫、掃場所碼、查驗行程卡等措施，不接待健康碼黃碼、紅碼人員和14天內有中高風險地區（含澳門全域）旅居史人員。所有人員進入室內公共場所須持48小時核酸陰性證明。
6月28日，珠海市香洲區疫情防控指揮部要求當天下午5時起至6月30日，全區公共場所要嚴格落實測溫掃碼、查驗行程卡等措施，不得接待健康碼紅黃碼人士，以及 14天內曾到澳門等中高風險地區的人士。所有人員進入公共場所，亦須持 48小時核檢陰性證明。後續將根據疫情防控形勢動態調整措施。
6月29日，橫琴粵澳深度合作區宣佈解封不解防。合作区公共场所责任主体继续严格落实测温、扫场所码、查验行程卡等措施，不接待健康码黄码、红码人员和7天内有高中低风险区域（含澳门全域）旅居史人员。如发现上述人员，应及时向所在社区报告。7月1日24时前，所有人员进入合作区内公共场所须持72小时内核酸检测阴性证明或核酸采样证明。以上措施将视疫情防控形势进行动态调整。
7月12日，根据香洲区疫情防控工作需要，自2022年7月12日5时起实行以下防控措施：
二、划定临时交通管制区
（二）除持有通行证的疫情防控、应急救援、医疗救治、物资保障等车辆及人员外，其他只进不出。网约车、公交车停运，九洲港停航。
（三）管制区域内人员如遇就医、紧急公务等特殊情况确需外出，须持24小时内核酸检测阴性证明，向社区提出申请。
（四）管制区域内禁止人员聚集，餐饮业取消堂食。
三、加强社会面管控 
（一）全区幼儿园停课，线下培训机构、托管托育机构暂停营业。美容美发、按摩水疗、棋牌室、麻将馆、网吧、酒吧、KTV、剧院、电影院、健身房、体育馆、游泳馆、游戏厅等密闭场所暂停开放。餐饮业按照“限量、预约、错峰”的原则有序开放，接待人数不超过最大承载量50%。
（二）进入公共场所须持48小时内核酸检测阴性证明。
7月12日上午，珠海市校园疫情防控工作专班发布《关于进一步加强当前教育系统疫情防控工作的通知》，要求全市各级各类学校（含幼儿园、教育培训机构、校外托管机构）暂停线下教学和校外培训活动，承办暑期校内托管的学校，暂缓组织托管工作等。
7月14日，香洲区疫情防控指挥部发布通告，要求7月13日18:40至20:00到过明珠北路印象城山姆会员店的市民立即向社区、单位或酒店报备，并立即进行7天居家健康监测，尽量不要出门，落实核酸检测7天5检（第1、2、3、5、7天）。在前往就近核酸检测点进行核酸检测时请做好个人防护，务必戴好口罩，不乘坐公共交通工具，不聚集。7月9日以来到过吉大街道吉莲市场和海莲山庄，且已经离开吉大街道区域的市民，请立即向所在社区报备，进行核酸检测“3天3检”，并配合落实相关防控措施。进一步强化社会面管控，自2022年7月14日17时起，全域餐饮场所取消堂食。
珠海市香洲区疫情防控指挥部发布通告，自7月15日6时起采取“进入公共场所须持24小时核酸证明”等社会面管控措施，包括全区范围内所有人员进入小区、公共场所，乘坐公共交通工具须持24小时核酸阴性证明或核酸采样证明；全区旅游景点暂停营业；全区范围内美容美发、按摩水疗、棋牌室、麻将馆、网吧、酒吧、KTV、剧院、电影院、健身房、游戏厅、体育馆、游泳馆、校外培训机构等密闭场所暂停营业；全区餐饮场所继续暂停堂食。全区范围内大型商超、农贸市场按照“限量、错峰”的原则有序开放，接待人数不超过最大承载量50%。倡导居家办公，非必要不出行，减少聚集性活动。管控措施暂定3天，并将根据疫情防控形势变化动态调整。
珠海市文化广电旅游体育局发布通告，对东部地区（横琴粤澳深度合作区、香洲区、高新区、鹤洲新区）内的A级旅游景区、省级以上旅游度假区暂停营业。暂停营业时间自2022年7月15日零时起实施，暂定时间为3天。以上疫情防控措施视工作需要动态调整。
7月15日，珠海市金湾区疫情防控指挥部办公室发布通告，金湾区决定自7月15日起采取以下5项社会面管控措施。包括严格落实社区小区卡口管理、严格落实重点场所防控、严格控制聚集性活动、引导人员安全有序流动及牢记公民防疫基本准则。
7月16日，斗门区决定自2022年7月16日起采取以下社会面管控措施：
一、市民进入公共场所、小区、工厂、企业，乘坐公共交通工具须持规定时限的核酸检测阴性证明（7月17日0至24时，进入各类公共场所、小区、工厂、企业，乘坐公共交通工具，须持7月16日核酸检测阴性证明或核酸采样证明）。严格落实测温、扫码（场所码和行程卡）、戴口罩等，发现红码人员应及时采取管控措施，发现黄码人员引导其及时到遵医五院或区侨立中医院黄码专区进行核酸检测。
二、严格落实重点场所防控。美容美发、按摩水疗、棋牌室、麻将馆、网吧、酒吧、KTV、健身房、游泳馆、游戏厅等密闭场所，旅游景区、餐饮单位、大型商超、农贸市场、电影院等人流密集场所，要切实落实清洁消毒、测温、扫码（场所码和行程卡）、戴口罩和登记等防控措施，要按照“限量、错峰”的原则有序开放，接待人数不超过最大承载量50%。
三、人员安全有序流动。广大市民尽量减少外出，非必要不出行，不前往疫情发生地区，谨慎参加聚集性活动。
7月18日，珠海香洲區疫情防控指揮部凌晨發通告，除高、中、低風險區以外的香洲區其他區域維持社會面管控措施，進入小區、公共場所，乘坐公共交通工具須持 24小時核酸陰性證明或核酸採樣證明，旅遊景點及密閉場所暫停營業、餐飲場所暫停堂食。通告並稱，大型商超、農貿市場按照“限量、錯峰”的原則有序開放，接待人數不超過最大承載量50%；並宣導居家辦公，非必要不出行，不舉辦聚集性活動，降低疫情傳播風險。
7月20日，珠海市香洲区疫情防控指挥部发布通告，决定对香洲区社会面管控措施进行调整，餐饮场所、大型商超、农贸市场、理发店等公共场所有序开放。通告內容包括所有人员进入小区、公共场所，乘坐公共交通工具须持48小时核酸阴性证明或核酸采样证明；餐饮场所、大型商超、农贸市场、理发店按照“预约、限量、错峰”的原则有序开放，接待人数不超过最大承载量50%；除美容、按摩水疗、棋牌室、麻将馆、网吧、酒吧、KTV、剧院、电影院、健身房、游戏厅、体育馆、游泳馆、校外培训机构、密室逃脱、剧本杀场所、托幼托育机构、旅游景点室内场馆等密闭场所以外，其他公共场所有序开放；不举办聚集性活动，降低疫情传播风险。
7月20日，珠海市文化廣電旅遊體育局表示，根據珠海市疫情防控形勢變化，經珠海疫情防控指揮部研究決定，東部地區（橫琴粵澳深度合作區、香洲區、高新區、鶴洲新區〔籌〕）內的A級旅遊景區、省級以上旅遊度假區有序對外開放。
- 所有人員進入A級旅遊景區、旅遊度假區須持48小時核酸陰性證明或核酸採樣證明。
- 各A級旅遊景區、旅遊度假區按照“預約、限量、錯峰”的原則有序開放，接待人數不超過最大承載量75%。
- 各A級旅遊景區、旅遊度假區不舉辦聚集性活動，降低疫情傳播風險。
- 各A級旅遊景區、旅遊度假區要切實履行企業主體責任，按照文化和旅遊部資源開發司印發的《旅遊景區恢復開放疫情防控措施指南（2021年10月修訂版）》全面落實常態化措施，及時按照市、區疫情防控指揮部通告及通知落實動態化措施；通過遊客服務中心、提示牌、廣播、電子顯示等平台，發佈和宣傳疫情防控知識，引導遊客增強自我防護意識。

2022年7月23日晚上6時起，香洲區校外托管机构、电影院、体育馆、
旅游景点等有序开放。根据疫情发展形势变化，经珠海市香洲区疫情防控指挥部研究，决定自2022年7月23日18时起，香洲区社会面管控措施调整如下：
一、所有人员进入小区、公共场所，乘坐公共交通工具仍须持48小时核酸阴性证明或核酸采样证明。
二、校外培训机构、校外托管机构、托育托幼机构、剧院、电影院、体育馆、游泳馆、旅游景点等公共场所在严格落实消毒、测温、扫场所码、戴口罩等防疫措施的前提下有序开放。
三、健身房、美容、按摩水疗、棋牌室、麻将馆、网吧、酒吧、KTV、游戏厅、密室逃脱、剧本杀等密闭场所暂不开放。
四、不举办聚集性活动，降低疫情传播风险。
以上措施将根据疫情防控形势动态调整。
2022年7月26日，香洲區疫情防控指挥部发布通告，自2022年7月26日18时起实行相关防控措施，以上措施实施至2022年7月30日24时。
- 健身房、美容、按摩水疗、棋牌室、麻将馆、网吧、酒吧、KTV、游戏厅、密室逃脱、剧本杀等密闭场所在严格落实消毒、测温、扫场所码、查验行程卡、戴口罩等防疫措施的前提下，按照“预约、错峰、限流”的原则有序开放，接待人数不超过最大承载量50%。
- 所有人员进入小区、公共场所，乘坐公共交通工具仍须持48小时核酸阴性证明或核酸采样证明。

### 全員核酸檢測或大规模核酸筛查
2022年6月19日，珠海市香洲區宣佈展開新一輪全民病毒核酸檢測，檢測時間為當天上午11時至下午6時。2022年6月20日至21日連續兩天開展全員檢測，6月19日已採樣人士仍需採樣。中小幼學生安排在校採樣。另外，即日起至週三中午 12時，進入各類公共場所、小區、工廠或企業，均須持 24小時核檢陰性或核酸採樣證明。金灣區亦於6月20日當天日開展大規模核酸篩查，6月19日攸過核檢的人士並持 24小時核酸陰性證明就毋需再測。
橫琴粵澳深度合作區宣佈於2022年6月19日展開區域核酸篩查工作。對象為合作區全體居民，時間由早上十時至下午五時。請民眾密切關注所在社區有關通知，就近就便到指定採樣點免費進行核酸檢測。
6月20日傍晚，珠海市召开疫情防控新闻发布会，其中在全市全員采样检测結果中全部為阴性。市政府于6月19日凌晨安排横琴粤澳深度合作区、香洲区、高新区、鹤洲新区筹备组（海岛除外）当日内开展大规模核酸筛查，持续3天，自6月20日起将海岛和金湾区、斗门区居民一并纳入区域核酸筛查，确保做深做透。6月19日，全市共采样检测178.65万人，采样完成率为105.81%，结果均为阴性。
6月21日，香洲區、橫琴粵澳深度合作區、斗門區和金灣區對該區常住居民和流动人员开展新一轮大规模核酸筛查，其中金湾区公佈自6月23日00:00起，进入各类公共场所、小区、工厂、企业等，须持2022年6月22日核酸检测阴性证明或核酸采样证明。斗門區亦規定6月15日（含）以来从澳门入境人员向社区、单位、酒店报备，由社区三人小组统一安排上门采样。
6月22日，香洲区继续开展大规模核酸筛查，检测范围包括當區常住居民和流动人员。6月19日-6月22日已进行核酸采样的人员仍需采样。橫琴粤澳深度合作区宣佈区内常住居民和流动人员于6月23至25日（本周四至周六）9:30-19:00期间，就近进行核酸检测。珠海高新区和鹤洲一体化区域亦於6月23日继续开展大规模核酸筛查。
6月23日，金灣區於6月24日继续开展大规模核酸筛查，對象為該區常住居民和流动人员。6月19日至6月23日已进行核酸采样的人员仍需采样。自6月25日00:00起，进入各类公共场所、小区、工厂、企业等，须持6月24日核酸检测阴性证明或核酸采样证明。
6月24日，橫琴、香洲區、鶴洲一體化區域、金灣區、斗門區及高新區區內常住居民及流動人員在6月19日至24日在該區完成檢測的人士亦需進行採樣。
6月25日，横琴粤澳深度合作区全域、香洲区部分重点区域、金湾区重点区域、斗门区重点村居继续开展大规模核酸筛查工作。
6月26日，横琴粤澳深度合作区部分重点区域、香洲区部分重点区域、金湾区重点区域、斗门区重点村居继续开展大规模核酸筛查工作。
6月27日晚上，香洲区、横琴粤澳深度合作区、珠海高新区发布通告，决定6月28日向常住居民和流动人员开展大规模核酸筛查工作。
6月29日，鹤洲一体化区域、斗门区及金湾区再度开展大规模核酸筛查
7月12日起，珠海市香洲区决定对香洲区范围开展大规模核酸筛查。 金湾区在同日7時至20時，於三灶镇、红旗镇范围开展大规模核酸筛查。珠海高新区于2022年7月12日-7月14日连续三天在全区开展大规模核酸筛查。 斗门区亦於同日起开展全区大规模核酸筛查，当天内实现应检尽检，7月13日-14日，继续开展全区大规模核酸筛查。 7月12日，珠海市政府宣佈全市所有區域连续三天开展三轮大规模核酸检测。 7月15日，香洲區及高新區继续开展大规模核酸筛查。
7月16日至17日，珠海全市 (包括橫琴粵澳深度合作區) 继续开展大规模核酸筛查。
7月18日，橫琴粵澳深度合作區、金湾区、斗門區及珠海高新區决定取消原定开展的全区大规模核酸筛查，恢复常态化便民核酸检测。而香洲區继续开展大规模核酸筛查。
7月19日，珠海全市 (包括橫琴粵澳深度合作區) 将继续开展大规模核酸筛查。香洲區要求所有在7月12日-18日已进行核酸采样的人员仍需采样；金灣區要求自７月20日00:00起，进入各类公共场所、小区、工厂、企业等，须持7月19日核酸检测阴性证明或核酸采样证明。各小区、公司、公共场所等负责人要落实测温、扫码等防控措施，因落实不力导致疫情传播的要负相关责任。
7月20日，吉大管控区域范围内开展全员核酸筛查，交通管控措施再延长一天。此外，香洲区（除吉大街道以外）、斗門區、金灣區、橫琴粵澳深度合作區等多個區域都开设便民核酸检测点。

### 疫苗預約及接種暫停
经珠海市新冠病毒疫苗接种工作领导小组办公室研究决定，全市各疫苗接种点从6月20日至6月29日暂停服务，珠海市新冠疫苗预约平台暂停预约，具体开诊时间另行通知，已预约号顺延有效。7月12日起再度暂停疫苗接种服务。

### 各醫院就診特別安排
自澳門出現新一輪疫情後，珠海市多家醫院調整就診方面的安排，如中大五院、广东省中医院珠海医院及珠海市中西医结合医院等多家醫院及珠海市妇幼保健院要求就诊人员需持有24小时核酸阴性证明，其中珠海市中西医结合医院要求居家隔离、居家健康监测人员如有就医需求请联系社区三人小组，珠海市人民医院要求6月10日至6月14日期间由澳门返珠人员将引导至医院发热门诊红区就诊，珠海市慢性病防治中心中的精神心理科门诊（住院）暂不接诊14天有中高风险地区所在地旅居史的人员。
7月13日，珠海市多家医院的就诊须知有调整，市民应留意最新通知，根据相关要求就诊，所有医院均要求就診者应提供48小时内核酸阴性证明。
7月15日，珠海市人民医院横琴医院根据最新疫情防控要求更新就诊须知，要求即日起所有进入医院者均需提供本市（包括含中山坦洲、三乡）24小时内核酸阴性结果证明。所有住院患者及陪护人员需凭24小时内核酸单管单采检测阴性结果证明入院。

### 大眾運輸

#### 公共汽車
珠海公交宣佈，根据疫情防控工作部署及交通管制措施，自2022年6月20日5时30分起，对拱北区域及横琴粤澳深度合作区共52条公交线路实施临时调整。部分調整如下：
一、拱北片区公交线路临时调整
- 27條公交線路臨時調整，改以循環路線行走，於拱北街道前掉頭行駛返回。
- 4條公交線路包括31、56、82、931路首未站作出調整，31、56、931南向首未站調整至前山總站，82路調整南向或東向首未站至南灣總站，北向或西向首未站維持不變。
- 13路公交作出線路走向調整，往體育中心南方向，經“蘭埔東”站後，左轉九洲大道、景山路，接回“吉大”站後按原線運行，返程同途；取消“桂花北”至“水灣北”線沿線站點
- 21、62、89、101、Z15、Z17、G10、G80、N20、K10、觀光情侶路南線停開
- 新增“隧道南-城軌珠海站”臨時接駁專線

二、横琴片区公交线路临时调整
- 14、K11路、88路、86路作出線路調整
- 87、T88路、智慧巴士2、3號線停開
- 橫琴島內7條運行線路 (Z50、Z51、Z52、Z53、Z55、Z56、Z58路) 正常運營

珠海公交巴士微信公众号6月26日发布公告，自2022年6月26日头班车起，1、2、4、8、9、10、10A、11、13、14、21、30、31、32、33、34、35、36、46、55、56、62、82、86、87、88、89、99、101、207、601、826-2、931、B1、G10、G80、N20、K1、K3、K5、K8、K10、K11、T88、Z15、Z17、Z58、情侣路观光南线等48条受影响的公交线路按原运营计划有序恢复原线运行，同步停开“隧道南—城轨珠海站”、“横琴大桥南—横琴客运码头”等2条临时接驳专线。
珠海公共交通运输集团有限公司发布通知：根据疫情防控工作部署及交通管制措施，自2022年7月12日头班车起，对吉大及东坑区域共31条公交线路实施临时调整。
自2022年7月13日10时起，临时调整7条珠中跨市公交线路运营服务：
- 一、暂停17、43、931、992路等4条珠中跨市公交线路运营。
- 二、31、42、66路截断至珠海境内运营。
  - （一）31路首末站由“青茂口岸总站-心岸春天花园”临时调整为“青茂口岸总站-界涌”。31路往心岸春天花园方向，运行至“界涌”（西侧站）为临时首末站上下客，临时取消“心岸春天花园”（原首末站）。调整期间，原班次间隔、服务时间保持不变。
  - （二）42路首末站由“格力康乐园-环洲北路东”临时调整为“格力康乐园-上冲总站”。42路往坦洲方向，行驶至“明珠北”站后，调整行驶明珠路、翠屏路，至“上冲总站”临时首末站；往返同途。双向临时取消“城轨明珠站”至“环洲北路东”段沿线所有站点。服务时间为：“格力康乐园”头班6:10，尾班22:20；“上冲总站”头班6:20，尾班22:00。

（三）66路首末站由“锦绣海湾城-清华科技园”临时调整为“下栅检查站-清华科技园”。66路往“锦绣海湾城”方向：按原线行驶至“下栅检查站”临时首末站后，不再驶进中山区域；双向临时取消“平顶村”至“锦绣海湾城”段沿线所有站点。调整期间，原班次间隔、服务时间保持不变。
- 中珠跨市的公共汽车687、989、991、993、997、998、999、G991、G993路及坦洲镇内公交684、688路等11条公交线路暂停营运。

据珠海公交巴士微信公众号发布，根据疫情防控工作部署及交通管制措施，自2022年7月15日6时起，在香洲区范围内乘坐公交车须持24小时核酸阴性证明或核酸采样证明，并对南屏中、高风险区域部分公交线路实施临时调整。
- 一、根据珠海市香洲区疫情防控指挥部通告，自2022年7月15日6时起，全区范围内所有人员进入小区、公共场所，乘坐公共交通工具须持24小时核酸阴性证明或核酸采样证明。
- 二、“屏北三路西”首末站公交线路临时调整。
  - （一）25路（兰埔—屏北三路西）暂停运营，乘客可改乘202、603、B2、K7路等复线往返兰埔及珠海大道沿线。
  - （二）34路首末站由“青茂口岸总站-屏北三路西”临时调整为“青茂口岸总站-华发水岸”。往华发水岸方向，行驶至“翠湾”站后，调整（直行）珠海大道辅道，至临时首末站“华发水岸”；往青茂口岸总站方向，由“华发水岸”临时首末站始发，按原线运行。临时取消“屏北三路西”（原首末站）。调整期间，原服务时间保持不变。
- 三、根据疫情防控工作部署，主城区公交线路的运行班次有所减少，请市民提前结合“珠海公交巴士”微信公众号“实时查询”功能查询车辆到站位置，合理安排出行计划；特殊时期，不便之处，请予谅解。

7月17日，珠海公共交通运输集团有限公司发布12公交线路运营临时调整通知。因航空新城片区实施临时交通管制措施，受此影响，自2022年7月17日9时30分起，对途经航空新城区域及周边运行的201、207、504、540、541、801、K9、T88、Z102、Z115、Z126、Z127等12条公交线路运营作临时调整。 同日16：30起，受影响的相关线路逐步恢复原线运行。此前，该集团称因航空新城片区实施临时交通管制措施，受此影响，自2022年7月17日9时30分起，对途经航空新城区域及周边运行的201、207、504、540、541、801、K9、T88、Z102、Z115、Z126、Z127等12条公交线路运营作临时调整，临时调整线路（除停运线路外），服务时间保持不变。

根据珠海市香洲区疫情防控指挥部最新通告，自2022年7月20日头班车起，调整区域34、45路公交运营。恢复45路至原首末站“华发水岸”，同步恢复原线运行。临时调整34路首末站为“华发水岸”，途经站“均昌”、“珠海大桥东”北侧站临时调整为往华发水岸方向停靠；需往市区方向的乘客请在南侧站候乘。
根据中山市疫情防控工作要求，自2022年7月23日头班车起，临时调整部分珠中跨市公交线路运营如下：
一、暂时停运931路，乘客可就近改乘31路出行。
二、17、31、42、43、992路截短在珠海境内运营。
（一）17、31路首末站由“心岸春天花园”临时调整为“界涌”。
17、31路往心岸春天花园方向，运行至“界涌”西侧临时首末站下客，返程于“界涌”东侧站上客返程；临时取消“心岸春天花园”。调整期间，原班次间隔、服务时间保持不变。
（二）42路首末站由“格力康乐园-环洲北路东”临时调整为“格力康乐园-上冲总站”。
42路往坦洲方向，行驶至“明珠北”站后，调整行驶明珠路、翠屏路，至“上冲总站”临时首末站；往返同途。双向临时取消“城轨明珠站”至“环洲北路东”段沿线所有站点；服务时间为：“格力康乐园”头班6:10，尾班22:20；“上冲总站”头班6:20，尾班22:00。
（三）43、992路首末站临时调整为“上冲检查站”。
43、992路往中山方向，经“长沙圩”（临时调整为停靠后方印象城前候车亭站点）后，调整行驶明珠路（调头）至“上冲检查站”临时首末站；往返同途。43路双向临时取消“坦洲路口”至“心岸春天花园”段沿线站点，992路双向临时取消“南坦路东”至“锦绣国际花城”段沿线站点。调整期间，原服务时间保持不变。
7月24日，珠海公交巴士官方微信号发布通告，为方便珠中两地市民出行往来，根据中山最新疫情防控工作部署，经协商，自2022年7月25日头班车起，恢复临时调整的6条珠中跨市公交线路服务。
- 恢复931路（拱北口岸总站—雅居乐车站）开行；
- 复17、31、42、43、992路进入中山区域按原首末站、运行路线及服务时间运营；

另据中山市公共交通运输集团有限公司2022年7月24日发布通告，根据疫情防控工作部署，为方便市民出行，2022年7月25日首班车起，途经珠海香洲区的211、611、684、687、688、986、991、993、994、996、997、999、G991、G993、K995路共15条公交线路恢复营运。乘车提醒：在珠海香洲乘坐公共交通工具仍须持48小时核酸阴性证明或核酸采样证明。

#### 跨市、跨省或跨境客運
岐关拱运巴士发布，根据珠海市现阶段疫情防控形势，拱北汽车客运站（拱北莲花路一号）从2022年7月15日起暂停营业，恢复营业时间另行通知，(岐关中大服务部正常营业)。
2022年7月15日起，拱北汽车客运站暂停营业；7月16日起，拱北通大站暂停营业；香洲长途站营业时间调整为05:30-20:00；唐家客运站营业时间调整为08:00-16:00；南溪客运站营业时间调整为07:30-15:30，恢复时间另行通知。港珠澳大桥穿梭巴士香港往珠海方向班次紧急调整，7月15日暂停15:00和18:00珠海隔离班次；7月16日、7月17日暂停11:00、12:00、15:00和18:00珠海隔离班次。已购票乘客可免费办理退票手续。

#### 空中交通
珠海機場发布调整进出港旅客疫情防控要求的公告。根据公告，19日起，珠海机场将对澳门来（返）珠人员，登记信息并督促其在“健康珠海”小程序申报个人信息，移交辖区甄别落实健康管理措施。

#### 海上客運
海上客運方面，粵通船務往來澳門內港至珠海灣仔海上客運服務於6月19日中午12時起暫停。另外受深圳疫情影響，6月20日起，所有进入九洲客运站人员须持24小时内核酸检测阴性证明或核酸采样证明；深圳至珠海水路客运航线需持24小时有效核酸阴性证明方能乘船，抵达蛇口港需进行落地核酸检测。同時往返深圳机场航线停航。6月24日，受疫情因素影響，深圳蛇口至珠海九洲港往返航線全部停航。受最新疫情防控因素影响，7月12日-14日，深圳蛇口至珠海九洲港往返航线临时停航，7月15日起航班待定；7月13日-14日，深圳蛇口至珠海各海岛（外伶仃岛、东澳岛、桂山岛）往返航线临时停航，7月15日起航班待定。 13日起横琴至东澳岛部分往返航班停航；7月14日，横琴码头至外伶仃岛全部往返航班停航，香洲港至万山岛部分往返航班停航。
广东省水上公交有限公司发布消息：为配合珠海的疫情防控，7月16日至18日南沙客运港往返珠海海岛航班暂停营运，7月19日起航班正常营运。据香洲港微信公众號公佈，7月16-18日，香洲港以下航班开航：8:40香洲-桂山-外伶仃 10:30外伶仃-桂山-香洲；9:20香洲-桂山-东澳-万山 12:30万山-东澳-香洲；其他往返海岛航班全部停航。另外，7月16-17日，横琴客运码头所有往返海岛航班停航。
7月16-17日，横琴客运码头所有往返海岛的航班停航，但保留多个深圳航线航班，自珠海出发须持24小时内核酸检测阴性证明。16-18日，广州南沙客运港往返珠海海岛航班暂停营运；香洲港保留8:40出发，依次前往桂山岛、外伶仃岛，以及9:20出发，依次前往桂山岛、东澳岛、万山岛的航班；返回香洲港分别是10：30自外伶仃岛出发，经桂山岛抵达香洲港，以及12:30自万山岛出发，经东澳抵达香洲港的航班。

## 珠澳口岸出入境措施安排調整

### 出入境核酸證明要求
- 2022年6月19日上午6時起，從澳門經各口岸離境人員須持24小時內有效核酸檢測陰性結果證明通關[135] 。上午9時起，經珠澳口岸（含橫琴口岸）出境(到澳門)人員需持有48小時內核酸檢測陰性證明。現行經珠澳口岸（含橫琴口岸）入境(到珠海)人員持有24小時內核酸檢測陰性證明通關要求保持不變[136]。

### 入境珠海隔離措施
珠海市全市於6月19日中午調整澳門入境人員健康管理措施，6月15日起從澳門入境人員，儘快向所在社區、單位、酒店報備，落實 7天居家隔離(不能外出)+7天居家健康監測(非必要不外出)，不返崗返校、不搭乘公共交通工具、不去公共場所，第1、3、7、14天開展核酸檢測。從澳門紅黃碼區內的入境人員實施 7天集中隔離(每天1次核酸檢測)+7天居家隔離(不能外出，第10、14天各開展1次核酸檢測)。6月20日珠海市官方表示，珠海对自6月5日以来从珠澳口岸（含横琴口岸）入境且仍在珠海市，但未按要求落实核酸检测的人员全部赋黄码。
6月22日，珠澳聯防聯控澳方工作組接珠海方面通知：
根據疫情形勢變化，經珠澳聯防聯控機制協商一致，現就調整自澳門入境(到珠海)人員健康管理措施通告如下：
- 所有自澳門入境人員須落實7天集中隔離+7天居家健康監測（非必要不外出），集中隔離期間費用自理。
- 粵澳跨境貨車司機、殯儀館接送人員、危重症醫療救治人員和緊急公務人員實行豁免，經珠澳口岸入境後落實點對點閉環管理。
- 所有單位和個人須嚴格遵守上述防疫政策。違反本通告造成疫情傳播的，將追究相關法律責任。

本通告自發佈之時起執行，相關措施將根據疫情防控形勢動態調整。珠澳聯防聯控澳方工作組提醒各位市民及旅客，減少一切不必要的活動，盡量留在家中，嚴格遵守各項防疫措施，留意官方發出的防疫資訊，切勿輕信謠言，同心抗疫。
6月25日0時起，澳門入境珠海人員須提前通過“健康珠海”微信小程序預約隔離酒店，入境時須持有 24小時內核酸檢測陰性證明和當日隔離酒店網上預約確認單，入境後須接受 7天集中隔離+ 7天居家健康監測，非必要不外出，集中隔離期間費用自理。
6月29日，珠海市疫情防控指揮部宣布，根据國務院聯防聯控機制發布的新版防控方案，經珠澳聯防聯控機制協商，調整澳門入境人員的健康管理措施，實施 7天集中隔離醫學觀察 + 3天居家健康監測的健康管理措施。至於粵澳跨境貨車司機、殯儀館接送人員、危重症醫療救治人員和緊急公務人員的入境政策，仍按現行規定執行不變。

### 居珠外僱特別出入境措施
2022年6月19日晚上，珠澳聯防聯控澳方工作組接珠海方面通知：為支持澳門經濟社會正常運轉，經珠澳聯防聯控機制協商一致，現對居住在珠海的澳門外僱人員進出珠澳口岸疫情防控措施調整如下：
- 對正在珠海實施居家隔離的澳門外僱人員，如因工作需要，可持24小時內核酸陰性證明並簽訂“三天內不返珠”承諾書（在珠海口岸出境大廳統一由口岸防疫工作人員收取），從居家隔離場所直接經珠澳口岸返回澳門工作。
- 6月20日6時起，所有居住在珠海的從澳門入境（到珠海）的外僱人員，須提前12小時通過“健康珠海”微信小程序進行個人健康申報，由所在社區確認符合居家隔離條件後，方可返珠。如不符合居家隔離條件入境珠海的，一律落實7天集中隔離，費用自理。

珠澳聯防聯控澳方工作組提醒各位市民及旅客，如非必要應避免外出，盡量留在家，嚴格做好和執行各項防疫措施。
2022年6月28日凌晨0時起，因應澳門疫情發展，珠海調整澳門外僱的出境防疫措施，澳門外僱經珠澳口岸 (包括橫琴口岸) 出境，不再簽訂 “三天不返珠” 承諾書。

### 粵澳跨境貨物運輸組織模式調整
珠海市陸路口岸疫情防控工作專班宣佈，由6月21日上午6時起實施以下措施：
- 保障澳門必要生產生活物資運輸的跨境貨車和司機，由南光、南粵等 3間企業負責登記確認有關名單，指定從拱北、港珠澳大橋、跨工區和橫琴 4個口岸通關，司機實施“三點一線”閉環管理，在澳門作業期間原則上不下車。
- 其他非必要物資運輸的跨境貨車和司機，只可經港珠澳大橋珠海公路口岸通關，入境後活動範圍僅限口岸點、接駁站和指定交通沿線，不得進入市區。所有跨境貨車均需安裝衛星定位裝置，否則不得入境；澳門籍跨境司機完成作業後當天回澳，不得在中國大陸境內居住。

珠海市陆路口岸疫情防控工作专班发布最新通告，6月25日，为保障粤澳跨境货物运输安全顺畅，现进一步强化粤澳跨境货物运输疫情防控措施：
根据疫情防控工作需要，为保障粤澳跨境货物运输安全顺畅，现进一步强化粤澳跨境货物运输疫情防控措施，有关事项如下。
一、承担供澳鲜活产品（生鲜、蔬果和水产等）、危化品和防疫物资等货物跨境运输任务的指定货车，须到由各区防疫指挥办核定的作业点装载作业，不得前往未经核定的作业点作业。其他跨境运输货车须到粤港澳物流园集中接驳站或洪湾国际码头澳车甩挂点（具体地址、联系方式附后）进行集中接驳（甩挂），不得擅自前往其他场所作业。
二、6月26日6时起，启用洪湾国际码头澳车甩挂点。
三、对于存在违规前往非指定作业场所（作业点、集中接驳站、甩挂点）、违规停留或擅自进入公共场合和居民小区等行为的跨境货车司机，将暂停其自出境之日起60天内从事跨境货物运输资格。对于情节严重，导致疫情传播扩散，给他人人身、财产造成损害的，应当依法承担民事责任。

### 暫停珠海隔離酒店預訂
- 2022年7月14日，珠海市衛健局微信小程序「健康珠海」發出公告稱，由於珠海本土疫情嚴峻，集中隔離場所緊張，經珠澳聯防聯控機制協商，珠海將暫停受理從澳門入境珠海人員的隔離酒店預約申請三天，7月14日已預約7月15日從澳門到珠海隔離的人士，可辦理退款，或延後至7月18日入住。[147]
- 2022年7月18日，珠海繼續暫停澳門入境人員隔離酒店預約申請至7月19日。澳門入境珠海隔離酒店預約系統顯示，珠海本輪疫情處置正處於關鍵時期，經珠澳聯防聯控機制協商，珠海繼續暫停澳門入境人員隔離酒店預約申請至明日。原已成功預約隔離酒店的澳門入境人員順延至7月20日入境。[148]
- 2022年7月19日，據「健康珠海」微信公眾號的通告顯示，珠海疫情處置仍處關鍵時期，於7月20日起（即入住日期爲7月21日起）隔離酒店預約房總數調整至100間（危重症醫療救治人員、緊急公務人員不佔用預約房間總數）。原已成功預約隔離酒店的澳門入境人員可7月20日入境。[149]

### 曾到珠海指定地方抵達澳門後需醫觀
| 實施日期         | 入境或己入境澳門人士需接受醫學觀察                                                         | 入境澳門人士需接受醫學觀察，已入境澳門人士需接受自我健康管理                                                    | 備註 | 相關資料 |
| ---------------- | ------------------------------------------------------------------------------------------ | --- | --- | -------- |
| 6月21日凌晨1時起 | - 廣東省珠海市香洲區僑光路153號1單元 - 廣東省橫琴粵澳深度合作區濠江路688號中海名鑽小區11棟 | - 廣東省珠海市香洲區僑光路153號、僑光路155號、僑光路157號； - 廣東省橫琴粵澳深度合作區濠江路688號中海名鑽小區。 | - 所有曾經到過封控區的入境及已入境人士，須按照衛生當局的要求在指定地點接受醫學觀察至離開當地後10天，但最短不少於7天，並在離開當地後14天當天再接受1次病毒核酸檢測結果為陰性後，才可經澳門前往中國大陸。 - 所有曾經到過管控區的入境人士，須按照衛生當局的要求在指定地點接受醫學觀察至離開當地後10天，但最短不少於7天，並在離開當地後14天當天再接受1次病毒檢測陰性後，才可經澳門前往中國大陸；而已入境人士方面，其健康碼將變為黃碼及須接受自我健康管理至離開當地 14 天為止，期間須在開始措施的第 1、2、4、7、12天接受最多5次的病毒核酸檢測。 | [ 150 ]  |
| 6月22日凌晨1時起 | 廣東省珠海市香洲區東升東街11號、12號、23號、24號                                           | 廣東省珠海市香洲區夏灣二巷、東升東街圍合區域                                                                    | - 所有曾經到過封控區的入境及已入境人士，須按照衛生當局的要求在指定地點接受醫學觀察至離開當地後10天，但最短不少於7天，並在離開當地後14天當天再接受1次病毒核酸檢測結果為陰性後，才可經澳門前往中國大陸。 - 所有曾經到過管控區的入境人士，須按照衛生當局的要求在指定地點接受醫學觀察至離開當地後10天，但最短不少於7天，並在離開當地後14天當天再接受1次病毒檢測陰性後，才可經澳門前往中國大陸；而已入境人士方面，其健康碼將變為黃碼及須接受自我健康管理至離開當地 14 天為止，期間須在開始措施的第 1、2、4、7、12天接受最多5次的病毒核酸檢測。 | [ 151 ]  |

## 相關犯罪事件

### 從澳赴珠未隔離被行政或刑事拘留
6月20日，珠海市香洲區通報有13人從澳門入境珠海後未有隔離，並擅自到公共場所活動，違反防疫規定，被珠海當局行政拘留10天。被拘留的8男5女，分別於6月17日或之後入境珠海，在拱北口岸附近的娛樂場所、酒店及酒吧被發現。
6月21日，珠海市香洲區、高新區、斗門區和金灣區通報再有澳門入境珠海後人員違反防疫和隔離規定被处以行政拘留10日处罚。
- 香洲區通报再有4人从澳门入境珠海后，未落实居家隔离或集中隔离健康管理措施，擅自到公共场所活动，相关部门已依法对4人分别处以行政拘留10日处罚[153]。
- 珠海高新区同日通报一名48岁姓潘的男子，也因澳门入境珠海后，未严格落实居家隔离健康管理措施，於6月19日晚上到高新區某飯店用餐時被發現，其後被处以行政拘留10日[154][155]。
- 金灣區亦通報2名入境人员违反疫情防控规定被相关部门处以行政拘留10日处罚，2名人士均员从澳门入境珠海后，未严格落实居家隔离健康管理措施，擅自到公共场所活动，引发疫情传播风险。[156]
- 斗門區通報5名从澳门入境珠海后人员未严格落实居家隔离或集中隔离健康管理措施，擅自到公共场所活动，引发疫情传播风险。因其行为违反疫情防控规定，相关部门已依法对5人分别处以行政拘留10日处罚。[157]

6月22日，珠海市香洲區、斗門區和珠海高新區通報再有多人违反疫情防控规定被处罚，其中一人被刑事立案调查。
- 香洲區通報共5人違反疫情防控规定被处罚，其中一名36歲姓梁的男子于6月18日入境，未严格落实居家隔离健康管理措施，多次外出购物和娱乐，引发疫情传播风险，造成香洲区拱北街道夏湾社区相关区域被管控，目前已被刑事立案调查，另外四人被行政拘留10天。
- 斗門區井岸鎮一旅业违反疫情防控规定被处罚，另外有2名男子不遵守珠海市发布的防疫通告，擅自到公共场所活动，引发疫情传播风险，被处以行政拘留10日处罚。
- 珠海高新區一名24歲男子未严格落实居家隔离健康管理措施，21日在高新区公共场所活动被发现，处以行政拘留10日处罚。

6月23日，橫琴粵澳深度合作區通報，发现一名人员因违反疫情防控的规定，被处以行政拘留。案情指一名姓曾的女子于6月17日从澳门入境珠海横琴，未严格落实居家隔离健康管理措施，20日从横琴石山村步行至红旗村菜市场买菜，22日再次从横琴石山村步行至商业街某银行活动时被发现。因曾姓女子从澳门入境横琴后，未严格落实居家隔离或集中隔离健康管理措施，擅自到公共场所活动，引发疫情传播风险，横琴公安依法对其处以行政拘留10日的处罚。
6月25日，珠海通報一名48歲劉姓男子，于6月24日上午在香洲区拱北凉粉桥社区核酸采样点进行采样时，拒不配合扫场所码、出示行程码、测量体温等工作，强行出入采样点，将一名64岁男性志愿者撞倒在地，致其脸部受伤。调查发现，劉姓男子6月19日从澳门入境珠海，不遵守珠海市发布的防疫通告，拒不落实向社区报备和居家隔离健康管理措施，引发疫情传播风险。因其上述行为构成扰乱公共秩序和妨害社会管理，有关部门依法对其违法行为分别作出处罚决定，合并执行行政拘留13日。

### 珠海一澳门输入性病例违反疫情防控规定被刑事立案调查
2022年6月22日，珠海市通報一例陽性確診患者违反疫情防控规定、多次外出，导致社区多处被管控，已被刑事立案调查。涉案男子姓梁，36岁，在澳门某酒店工作，居住在珠海市香洲区夏湾社区，于6月18日下午5时左右入境珠海。6月19日，珠海市疫情防控指挥部发布通告，要求6月15日（含）以来从澳门入境人员在各單位社区、单位、酒店作报备，並尊重“7+7”管理。但根据流调结果显示，梁姓男子在上述通告发布后并未严格落实居家隔离健康管理措施，而是多次外出到公共场所活动。直至6月20日中午，該男子才向夏湾社区报备。6月20日下午，其核酸检测结果为阳性，第一时间由市120负压救护车转运至中山大学附属第五医院隔离治疗。目前，梁姓男子违反疫情防控规定引发疫情传播风险，造成香洲区拱北街道夏湾社区相关区域被管控。针对該澳门输入病例，截至到6月22日14时，疾控部门共出动流调队员200人次，逐一核实出包括居住点、工作点、发现点、活动点和交通线等重点场所28个，甄别密接257人，次密257人，采集环境样本270份。6月21日，梁某被刑事立案调查。

### 珠海高新區一核檢人士因感覺喉嚨疼痛毆打護士被拘留
6月22日，珠海高新區通報一名男子近日在進行核酸採樣時感覺喉嚨疼痛，認為是護士用力不當所致，竟毆打該採樣護士，最終被警方處以拘留十三日的治安處罰。通報稱，近日，一名中年男子在珠海高新區官塘核酸便民採樣點進行核酸檢測，在採集過程中覺得喉嚨疼痛，認為核酸採樣護士用力不當，竟毆打該護士，之後迅速逃離現場。隨後，該護士撥打報警電話，警方接到報案後立即到達現場，調取監控錄像、對周圍目擊者進行走訪，最終確認了該中年男子的身份和違法事實，並迅速將違法嫌疑人周某某傳喚到派出所。經調查，最終對該男子處以拘留十三日的治安處罰。

### 散布“珠海封城”謠言被處罰
7月13日，珠海市香洲区疫情防控指挥部、珠海高新区疫情防控指挥部分别发出情况通报，3名人员因散布“珠海封城”涉疫情虚假信息，分别被处以行政拘留和行政罚款处罚。 珠海市疫情防控指揮揮部發佈通告，澄清“珠海封城”之不实消息，又指首例阳性个案发现後截至目前，所有阳性个案均为海莲幼儿园关联病例，都在同一传播链上，自第4例个案起全部在隔离管控人员或管控区域发现，疫情处置工作正在有序有效进行。

## 外部連結
- 珠海市衛生健康局疫情防控專題 （页面存档备份，存于）